# 吉永小百合
吉永 小百合（よしなが さゆり、1945年〈昭和20年〉3月13日 - ）は、日本の俳優・歌手・ナレーター・司会者・タレント。本名：岡田 小百合（おかだ さゆり）。旧姓：吉永。
1960年代を代表する人気映画女優。10年間で、70本以上の映画に出演。吉田正（作曲家）の門下生として、数多くのレコードを世に送り出している。夫はフジテレビディレクター、共同テレビ社長、会長、取締役相談役を歴任した岡田太郎。ファンは「サユリスト」と呼称される。

## 来歴

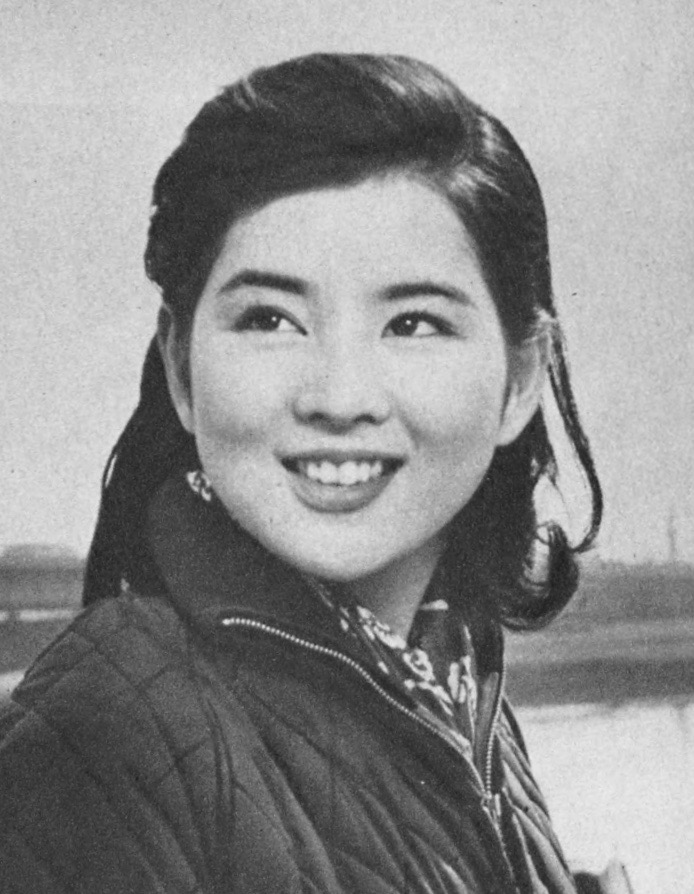
1963年

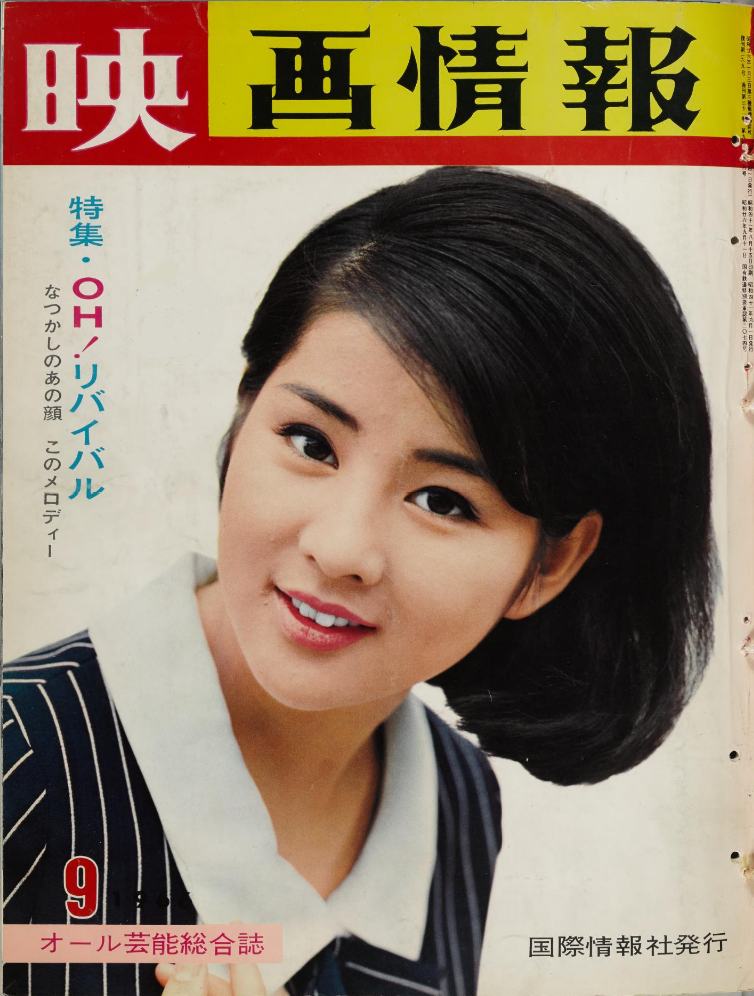
『映画情報』1966年9月号の表紙

1957年（昭和32年）、渋谷区立西原小学校6年生の時、ラジオドラマ『赤胴鈴之助』でデビュー。同年4月、渋谷区立代々木中学校に入学。同年10月、ラジオ東京制作のテレビドラマ『赤胴鈴之助』でテレビデビュー。1959年（昭和34年）に松竹映画『朝を呼ぶ口笛』で映画デビュー。
1960年（昭和35年）3月、渋谷区立代々木中学校卒業。同年4月、東京都立駒場高等学校全日制普通科入学。同時に日活撮影所に入社。駒場高校では一週間のみ卓球部に所属し、素振りしかやらせてもらえない環境に耐えられず放送研究会（副部長が一学年先輩の加藤登紀子だった）に転部。1961年（昭和36年）1月、精華学園女子高等学校に転入学。
1962年（昭和37年）4月8日、『キューポラのある街』が公開。第13回ブルーリボン賞主演女優賞を受賞する。同年4月20日、主演映画『赤い蕾と白い花』の主題歌「寒い朝」をシングルとしてビクターからリリースし、レコードデビュー。50万枚以上のヒットを記録した。同年9月に発表した橋幸夫とのデュエット「いつでも夢を」も300万枚の大ヒットとなった。
「日活の看板女優」として、浜田光夫と1960年代の日本映画界に一大旋風を巻き起こす。男性アクション映画路線を主軸としていた当時の日活にとって、吉永・浜田コンビの純愛&青春映画路線は、新たな日活映画ファンの獲得と支持を集めた。また、ブロマイドがあまりの売れ行きに店頭から姿を消すなどの現象も起き、松原智恵子と和泉雅子の3人で「日活三人娘」と呼ばれた。また、浅丘ルリ子、芦川いづみ、中原早苗らと合わせて「日活パールライン」とも呼ばれた。
俳優業多忙のため精華学園女子高校は中退していたが、1965年（昭和40年）には、大学入学資格検定に全科目合格は出来ていなかったものの早稲田大学より高卒同等以上の学力があると認められ、早稲田大学第二文学部西洋史学専修に入学。
1967年（昭和42年）10月、株式会社吉永事務所を設立。
1969年（昭和44年）、早稲田大学を次席で卒業。同年、年2本以上の日活作品に出演する代わりに他社の作品や自主制作映画は日活側の諒解を得れば自由に出演が出来る条件で日活と契約更新する。しかし当時はヤクザ映画が全盛で、吉永向けの純愛・青春系の作品を制作するのは既に困難であった。1969年に吉永事務所により『あゝ野麦峠』の映画化が計画され、内田吐夢監督、吉永主演（政井みね役）で自主制作を検討するも実現しなかった。野麦峠に何回か訪れていた吉永は現地に「政井みねの碑」を寄贈している。なお、『あゝ野麦峠』は10年後の1979年に山本薩夫監督、大竹しのぶ主演で映画化された。
1973年（昭和48年）8月3日、当時フジテレビのディレクターだった岡田太郎と結婚。挙式は岡田の会社の同僚であった千秋与四夫の高輪の自宅で行われた。出席者は新郎新婦の他、立会人兼仲人として挙式の場所を提供した千秋とその妻で歌手の畠山みどり、吉永側の介添人として女優の奈良岡朋子の5人のみ。同日午後から京王プラザホテルで披露宴を執り行われた。挙式の際、吉永の両親が欠席したため確執が噂されたが、後年のインタビューで吉永自身が否定している。
1988年（昭和63年）映画『つる -鶴-』に主演し、映画出演は通算100作品となる。
1990年代以降の女優活動は映画のみであるが、CM出演・ラジオパーソナリティ、原爆詩の朗読などの平和への訴えや反原発について意見を述べるなどの活動を続けている。

## 人物

### 女優として

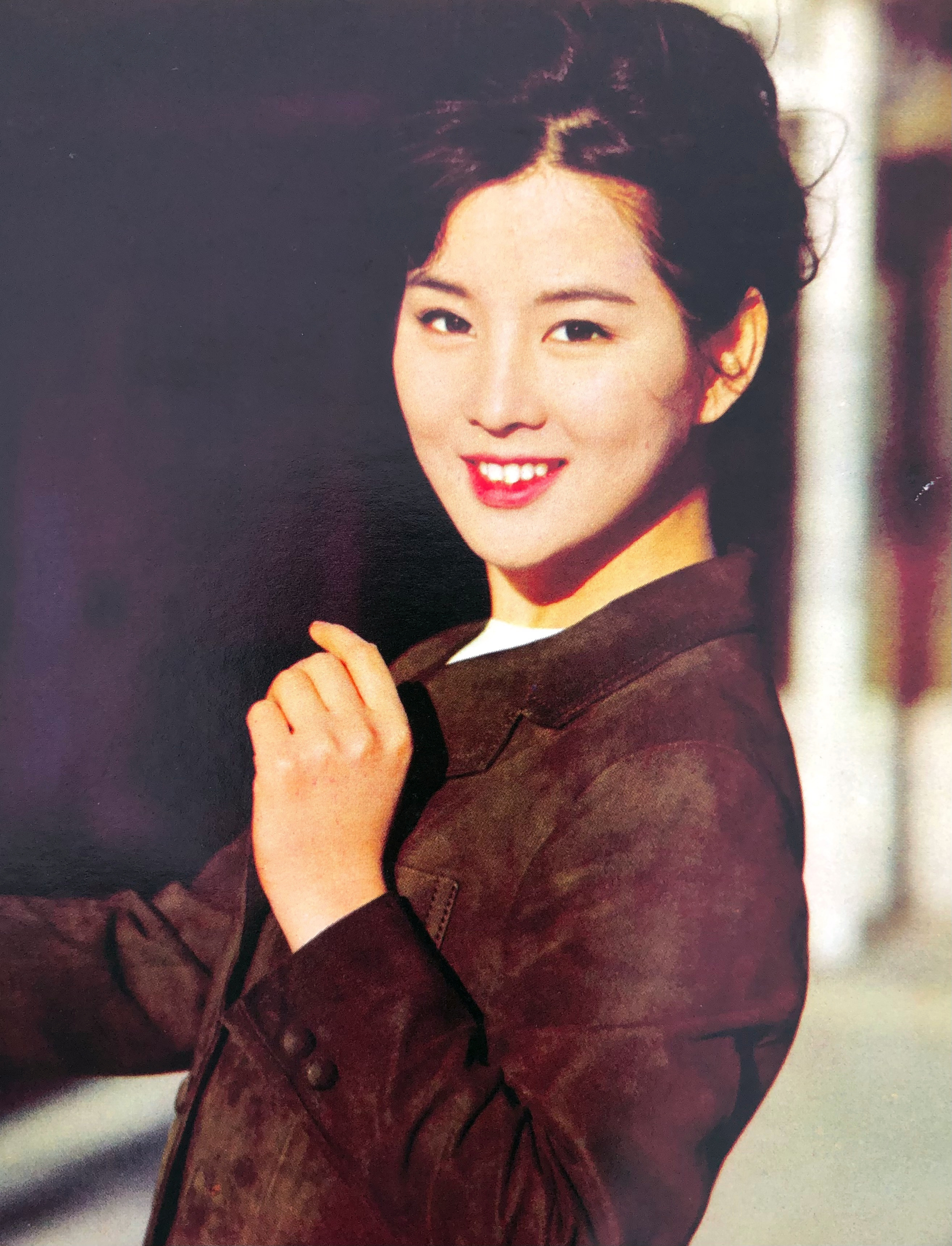
1965年

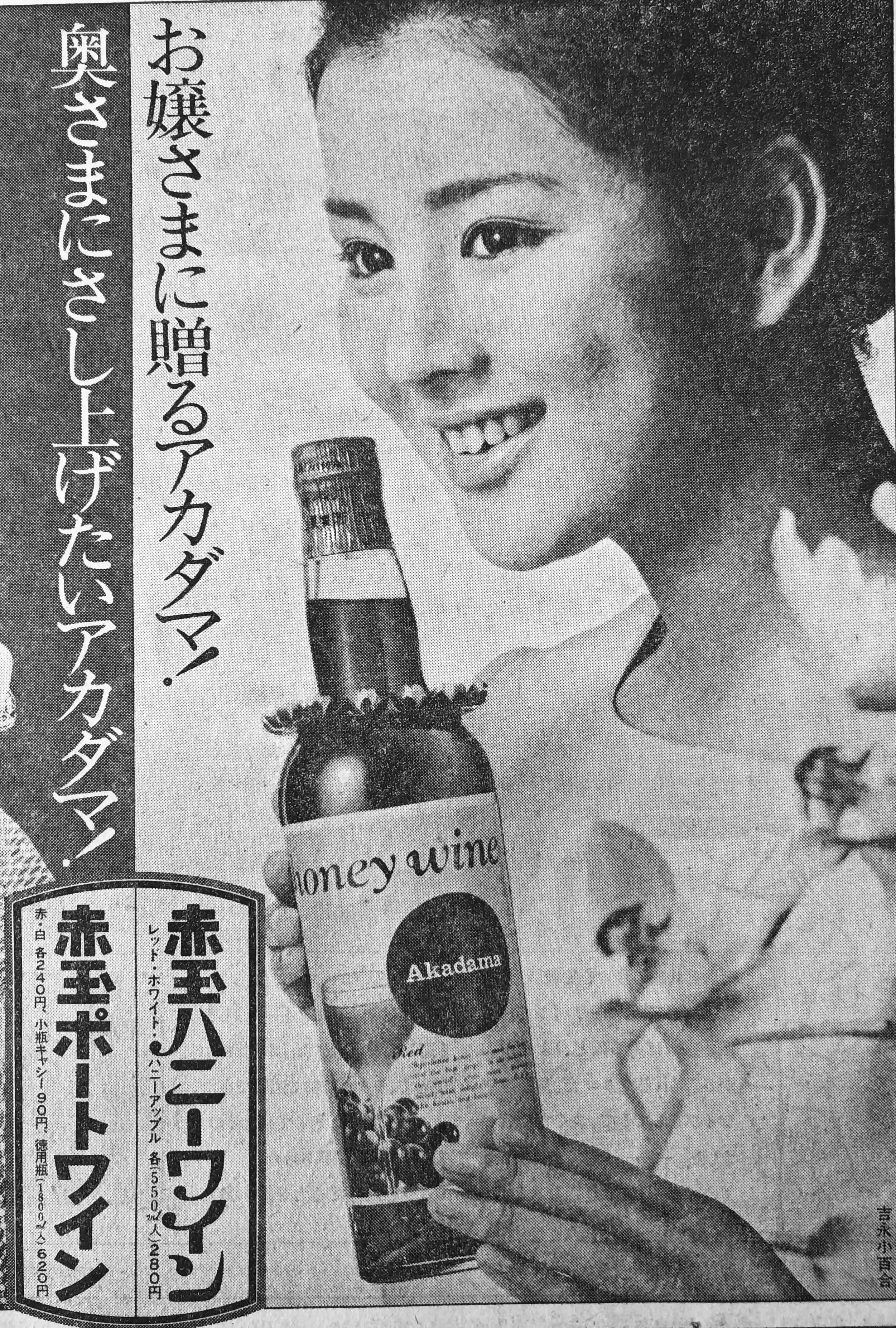
赤玉ポートワイン、赤玉ハニーワインの広告（1967年）

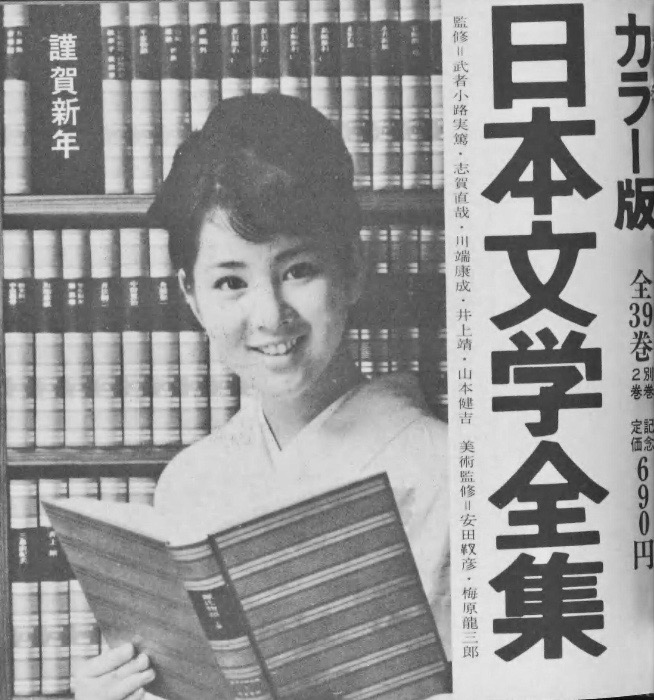
『日本文学全集』全39巻の広告（1967年）

- デビュー以来、1960年代は「清純なお嬢さん」像を演じ続け、社命による「恋愛禁止令」も守ってきたが[9]、娘役から大人の女性への脱皮に苦戦した。日本映画の衰退期と重なり、演じる役柄がイメージに合わなくなり、テレビドラマにシフトし「東芝日曜劇場」や「NHK大河ドラマ」にも出演した。一時は体調も崩し、岡田との結婚に反対する両親との仲違いも報道されたりもした[9]。1975年（昭和50年）、『青春の門』を皮切りに「清純なお嬢さん」を脱する演技を披露した。1981年（昭和56年）の『夢千代日記』では、大人の女性としての内的情感を豊かに表現し、この時期から、評論家に演技力に難をつけられながらも、好意的な評価を受け始めた。
- 『男はつらいよ』シリーズでは二度歌子役で出演しており、平成に入り三回目の登場の構想もあったがスケジュールが合わず「それに、同じ役を何度もやると、私自身がマンネリになるんじゃないかと」も理由にあり、渥美清が1996年に死去しシリーズ終了後に「もう一度、出演するべきでした。最後ということが分かっていたらどんな形でも出たかった。後悔しています」と語っている[10]。
- 『天国の駅 HEAVEN STATION』では自慰行為のシーンに挑み[11]、三浦友和に押し倒され着物の胸に手を差し入れられるシーンでは、吉永の覚悟に三浦が圧倒されるほどだったが、ヌードになることは「胸が小さいから、出してもしょうがない」と発言し拒否した[12]。
- 舞台劇に出ない女優として知られており[13]、舞台未経験[注 1]である。2001年に東宝が『長崎ぶらぶら節』を帝国劇場で上演した際、松岡功が岡田茂に「吉永さんを口説いてもらえんかい」と頼んだが「彼女は駄目だよ」と断られたという[13]。

### 反戦・反原発・政治活動

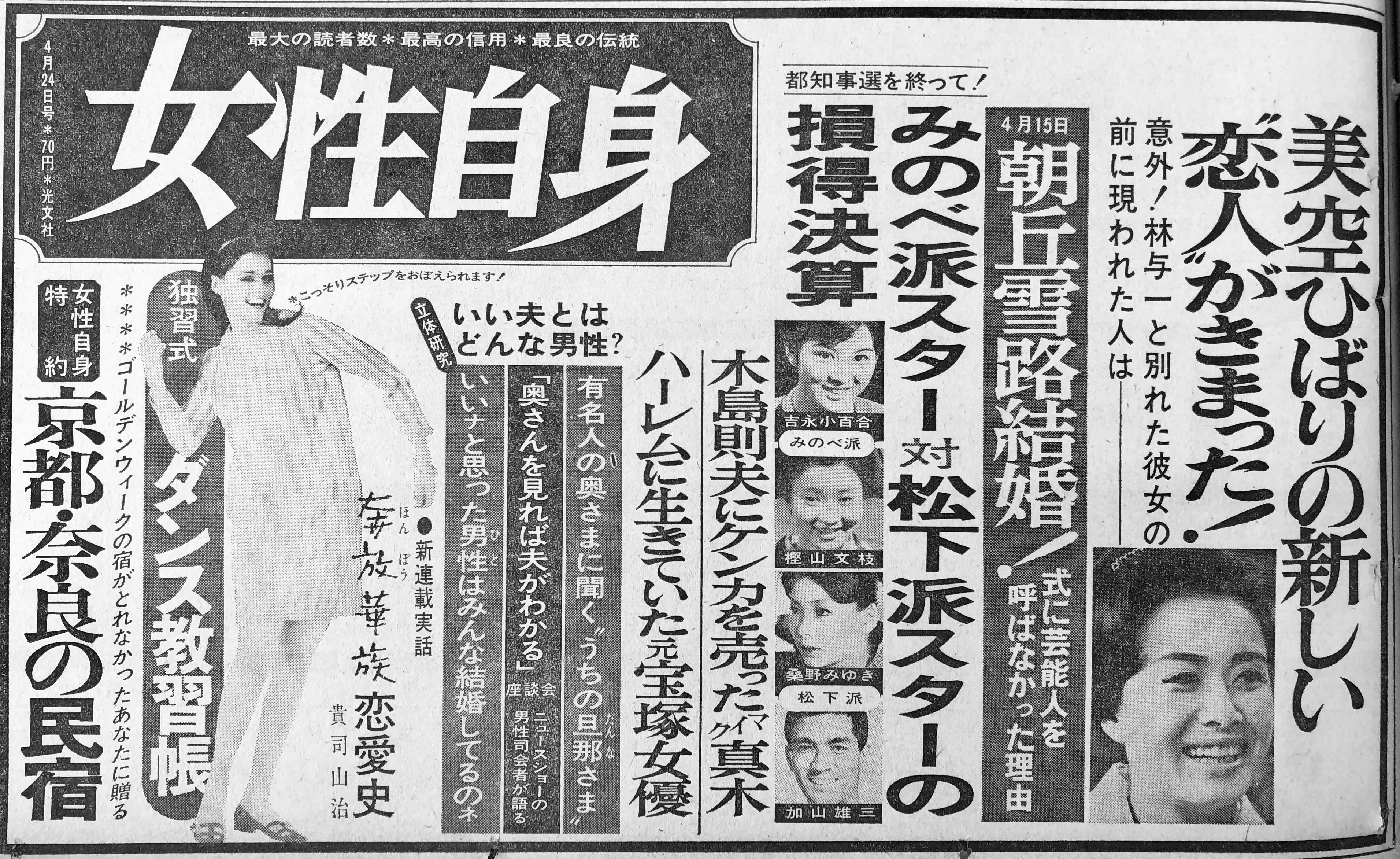
『女性自身』1967年4月24日号の新聞広告。同年の東京都知事選挙において、吉永は社会党・共産党推薦の美濃部亮吉を支援。週刊誌は吉永を美濃部を応援した芸能人の筆頭にあげた。

- 広島を舞台にした『愛と死の記録』の出演や、『夢千代日記』で原爆症に苦しむ主人公を演じたことをきっかけに、1986年からボランティアで原爆詩の朗読会をスタートさせている。以後女優としての活動のほか、反戦[17]・反核運動をライフワークとして力点を置いている[2]。
- 1967年4月に行われた東京都知事選挙では、社会・共産両党推薦の美濃部亮吉を積極的に応援した[15][16]。日本社会党の関連団体の財団法人社会新報は知事選に向けて同年3月、『わが愛する東京―革新都政に期待する』を出版。淡谷のり子、小田実ら著名人27人がそれぞれ都政に対する思いを綴る中で、吉永は「前回の都知事選挙の時、私にはまだ選挙権がなかった。だから新聞を見ては、憤慨したり、驚いたりしたことを覚えている。今度こそは、私も一票を有効に生かしてと、張りきる気持ちが強い」と書いた[18]。
- 沖縄戦を扱った映画『あゝひめゆりの塔』（1968年）の共演者らと共にもんぺ姿で靖国神社に参拝した[19]。
- 1983年12月の衆議院議員選挙では、参議院議員を辞職して新潟3区から立候補した野坂昭如のために新潟まで行き、応援演説をした[20]。
- 1990年に出版された『女優ベスト150 わが青春のアイドル』（文春文庫）の中で、永六輔は、吉永が「原爆は勿論、原発もいりません 吉永小百合」という署名をしていたことに触れ、「ファンでよかったと嬉しく思った」と書いた[21]。
- 2002年、平和記念資料館に導入された音声ガイドのナレーションをボランティアで担当。
- 2005年の第56回NHK紅白歌合戦では、山梨県からの中継で原爆詩を朗読した。
- 2011年7月31日、広島国際会議場の原爆詩朗読会で「世の中から核兵器、原子力発電所がなくなってほしい」と訴えた。朗読会は日本母親大会の特別企画[22]。
- 2011年3月の福島第一原子力発電所事故後、反原発の姿勢を一層強めている[23]。
- 2014年2月に行われた東京都知事選挙では、脱原発を掲げた細川護熙の支持を明らかにした。吉永は、細川の公式サイトの「私たち、応援します」のコーナーに顔写真付きで登場し、コメントを寄せた[24]。
- 2014年5月7日、細川護熙と小泉純一郎は、脱原発を目指す一般社団法人「自然エネルギー推進会議」を設立。吉永は同団体の賛同人に加わった[25]。
- 2015年、元ちとせがリリースした、平和への祈りが込められた楽曲[注 2]で構成されたカバーアルバム『平和元年』の題字を書き下ろす[26]。これに関連して元は吉永と話す機会があり、吉永は「私は終戦と“同い年”です。皆さんに戦争から何年経ったかを忘れてほしくないから、年齢を公表しています」と告げられたという[26]。

### 親族
- 父の吉永芳之（鹿児島県出身）は、1910年、薩摩士族の末裔として鹿児島県に生まれた[27]。その後、旧制七高から東京大学法学部法律学科卒業、九州耐火煉瓦、外務省嘱託を経て、出版社「シネ・ロマンス社」を経営。飯島正、双葉十三郎らと映画ファン雑誌「シネ・ロマンス」を刊行するも、事業に失敗している。母の和枝は大阪に生まれ[28]、兵庫県宍粟郡（現・宍粟市山崎町）で小学生の頃まで育ち[29]、「潮音」に所属する歌人であった。父は1989年に亡くなり、母は2005年に亡くなった[30]。
- 少女時代は裕福な環境ではなく、上記の父親の事業の失敗から、家の米びつに1粒の米もない日もあったという。小学校の時は借金取りが押し寄せたこともあった。それに見かねた彼女は「私、新聞配達をする」と言ったが、親に止められたとのこと。その後、ラジオ出演するにしたがって、家の生活も少しずつ楽になっていったという[31]。
- 外祖父の川田友之は、東京府士族で内務省職員、四条派書家の川田高之助の次男として生まれ、府や市の議員や英文出版社の大観社社長を務めた[32]。また叔母に『婦人画報』編集長、「アムネスティ・インターナショナル日本支部」の創設メンバーの川田泰代が名前を連ねるなど、執筆の世界とも所縁が深い。なお伯父の川田俊之（のち友之を襲名）は大観産業取締役、日本水泳連盟常務理事[33]。従兄はゴルフ評論家の川田太三（俊之の次男）である。
- 遠縁に歌手の佐良直美がいる（佐良直美の母方の大伯父である山口彰夫の妻と、吉永小百合の母が姉妹同士）[34]。また、山本直純（作曲家、指揮者）の妻の山本正美も遠縁にあたる（山本正美の妹の夫の母が、吉永小百合の母のいとこの妻と姉妹同士）[34]。
- 1973年（昭和48年）28歳の時に15歳上のテレビプロデューサー・岡田太郎と電撃結婚した[9]。夫の岡田は共同テレビジョンの社長・会長を歴任したが、2024年9月3日に死去[35]。岡田との間に子どもはいなかった。

### 趣味・好きなもの
- 酒が好きで、1970年代前半に年末年始の恒例だった雑誌『酒』の編集長・佐々木久子や楠本憲吉らが選ぶ深夜番組『11PM』においての企画「女流酒豪番付」に於いて、小結に選出されたこともある酒豪[36]。1979年9月に北京で開催された「中国・日本映画祭」に日本代表団の一員として訪中した際、熱烈歓迎で連日宴会に招かれたが、岡田茂日本代表団団長を始めとした松岡功、徳間康快、根本悌二ら、酒豪で鳴らす映連首脳さえ、三杯がせいぜいなアルコール度数65%もあるマオタイ酒をぐいぐいと十杯飲み干しても平然とし、並みいる酒豪連を瞠目させた[37]。
- 長年に渡り健康維持のために水泳を継続している。また、常に水着を持ち歩き、プールがあればどこでも泳いでいる。
- 西武ライオンズと早稲田大学ラグビー部のファンである。前者については、元々読売ジャイアンツ（特に長嶋茂雄）のファンだったのが、江川事件をきっかけに、また堤義明にスキーを教わったのをきっかけとして転向したものだった。また、西武ではかつて清原和博のファンでもあった[38]。かつては西武球場時代の1994年の開幕戦に始球式を務めたこともあり、1987年の読売ジャイアンツとの日本シリーズ第6戦ではTBSテレビの中継にネット裏からスペシャルゲストとしてイニング限定で出演したこともある。現在も筋金入りの西武ファンである。後者については、試合観戦に通うだけでなく、毎年の夏の合宿に牛一頭分の牛肉の差し入れをしている。これは部員の間で「吉永牛」と呼ばれている[39]。
- 夫から教わった将棋も趣味の一つとしており、大内延介と交遊があった。また、1976年の「将棋会館」建設にあたって多額の寄付をしている。
- ラジオ番組『吉永小百合 街ものがたり』（TBSラジオ）の中で、鉄道ファンであることも告白しており、JR東日本「大人の休日倶楽部」のポスター・CMのイメージキャラクターも務めている。また、一番好きな路線は、五能線であることも、告白している。
- ももいろクローバーZのファンである。甥がももクロのファン[40]（モノノフ）であったことがきっかけで、リメイク映画「最高の人生の見つけ方」に出演した際、ももいろクローバーZの出演を提案している。[41]ラジオ番組「今晩は吉永小百合です」（TBSラジオ）でももクロ好きをたびたび語って曲をかけている[42][43]。

## 特記事項

### サユリスト

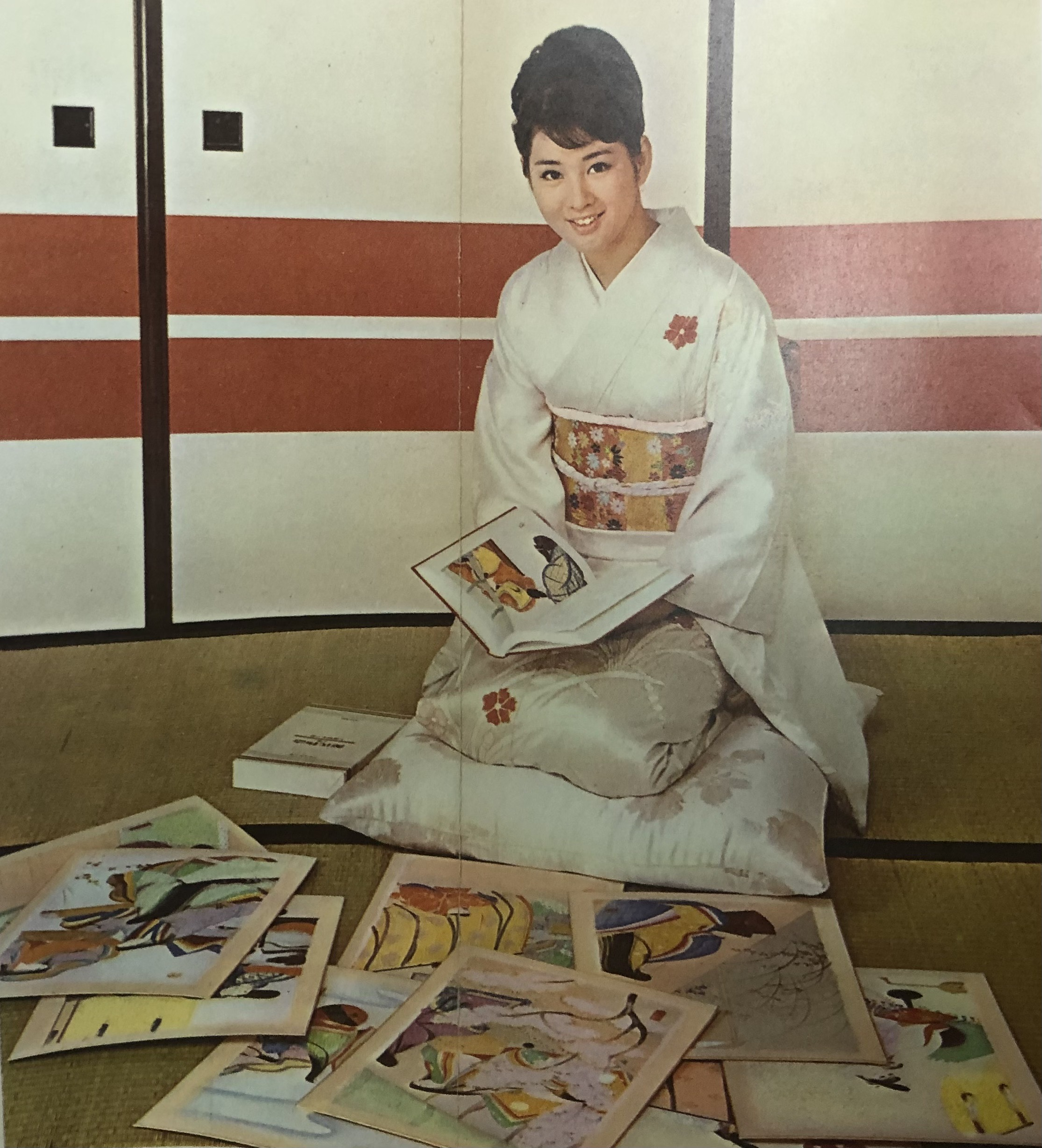
『文藝』1967年1月号より

- 吉永とともに青春時代を歩んだ世代のファンは特に「サユリスト」（『小百合』に『…主義者』や『人』を意味する英語の接尾辞『-ist』をつけた造語）と呼ばれ、団塊 - 70歳代にかけての世代に多く見られる。「サユリスト」を自認する者は邦画ファンや一般大衆はもとより、芸能人や著名人にも幅広く存在している[2]。内藤陳は、呼び捨てをふくむこと自体が不敬であるとして「サユリサマスト」と呼ぶよう提唱しているが、ほとんど世間には浸透していない。
- 「サユリスト」を自認するタモリは、同じく「サユリスト」として知られる野坂昭如を指して「あの人は一時、山口百恵に走ったが、俺は小百合サマ一筋」と述べたことがある。タモリと吉永は早稲田大学第二文学部に在学していた時期が重なっており（タモリが同い年の1学年下だが、入学年は同じ1965年。ただしタモリは3年で中退した）、学生食堂で吉永が食事しているのを偶然に発見した際、吉永の食べ残しを食べようか迷った末、思い留まったというエピソードがある。
- 早稲田大学の後輩である元プロ野球選手の小宮山悟も「サユリスト」の一人である。
- 漫談家の綾小路きみまろも「サユリスト」を自認する人物の一人。また、吉永も綾小路のファンであり、吉永の主演映画『まぼろしの邪馬台国』では、吉永の希望によって綾小路に出演依頼を行い、綾小路は「サユリストの1人として是非」と快諾。なお、綾小路にとってはこれが実質的な俳優としてのデビュー作である。
- ちなみに栗原小巻（誕生日は吉永の翌日である）のファンは、「コマキスト」と呼ばれた。

### その他
- 12〜13歳の頃、個人的にボイストレーニングのためにひばり児童合唱団に通っていたことがあり（団員ではなかったが、個人レッスンを受けていた）、その後皆川和子からの紹介で松竹からの映画デビューが実現した。
- 吉永が歌い上げた『奈良の春日野』（「♪フンフンフーン 黒豆よ♪」の歌詞が特徴的）は、元々1965年（昭和40年）に発売されたシングル『天満橋から』（『第16回NHK紅白歌合戦』出場曲）のB面曲であったが、1987年（昭和62年）に明石家さんまがギャグとして取り上げたことから、レコードも再発売（A面を「奈良の春日野」に変更）されヒットした。
- 15歳時、映画『天使が俺を追い駈ける』（1961年）出演の際に三木のり平とキスシーンを撮影、これが自身のファーストキスとなった[44] と1999年4月13日放送の『スタジオパークからこんにちは』（NHK総合）にて発言している。
- 1962年3月31日から「ミラノ国際見本市」の中で、4月15日から4月19日まで開催された『ミラノ日本映画見本市』のため、4月10日、清水雅を団長として、川喜多長政、奥山融、そして、他の映画会社各社代表女優の佐久間良子、星由里子らと共に日活代表女優としてイタリアへ出発。岸惠子が日本からではなく現地参加でミラノで合流している。吉永は星と共に同国のヴェネツィアも訪れている。4月25日、帰国。当時はまだ海外渡航自由化の前で、貴重なイタリア訪問となった。
- 1963年にはナイフとピストルを持った男に自宅の自室内で襲撃されている（犯人は吉永の熱狂的なファンだった）[45]。また、同年には合計7通の脅迫状が吉永の自宅に届いている（吉永小百合脅迫事件）。
- 実現には至らなかったものの、1960年末期から幾度も『NHK紅白歌合戦』の紅組司会の候補に挙がった。
- 吉永主演映画の原作者でもある川端康成・石坂洋次郎といった作家にも寵愛され、川端は吉永に会いたいために山奥で撮影が行われていた『伊豆の踊子』のロケ現場を突然訪ね、石坂は吉永が演じることを想定して作品を綴り上げた。
- 三波春夫の曲と思われがちの『世界の国からこんにちは』のレコードを、日本万国博覧会当時に出している（全部で7種類の歌い手による競作であった）。同博覧会開催の数年前に、この歌が初めてマスコミに発表された時も三波春夫ではなく吉永がその場で歌っている。また、松下電器産業が博覧会を記念して制作したタイムカプセルには、吉永が歌い上げたレコードが納められた。
- 早稲田大学の女子学生をさす、バンカラで、男まさりで、活動的な「早稲女（わせじょ）」の代表的OGとしてしばしば吉永の名があげられる。
- 早稲田大学第二文学部での卒業論文のテーマは「アイスキュロスの『縛られたプロメテウス』におけるアテネ（アテナイ）の民主制について」であった。
- 若本規夫は同時期に法学部に在籍しており、吉永を見に学生食堂へ行ったと回想している[46]。
- 冨士眞奈美・吉行和子ら女優や文士も参加した句会では、吉永がまだ20代の頃に「今日はバレ句（色っぽい句）を詠みましょう」というテーマが出され、優等生・清純というイメージとは裏腹に「松茸は舐めてくわえてまたしゃぶり」と詠み、秀逸作品（天・地・人、の天）に選出されている[12][47]。
- 和田アキ子と旅行した時に互いに写真を写し合いした際、和田の顔を眺めて吉永は「和田さんって、私と似てますね」と言ったという。和田はそのことを他人に自慢しても信じてくれないと自虐ネタにすることがある。
- 長野県軽井沢町に別荘があり、隣地が細川護煕の別荘であることなどが度々スクープされている。西武鉄道グループの当時のオーナーであり、吉永のファンでもあった堤義明から軽井沢の別荘を格安で買ったと報じられた（週刊文春2005年3月10日号）。吉永は「通常の売買契約に基づき行っております」と弁明している。また、オウチーノが2013年に20歳 - 69歳男女725名を対象として行ったイメージ調査によれば、「軽井沢の別荘に住んでいそうな有名人」として吉永の名が1位に挙がっている[48]。
- 水島新司の漫画『あぶさん』にも、1993年シーズンの開幕戦に西武球場に観戦に来るなど登場する。
- 2023年10月25日、大阪市内で行われたスキンケアブランド「五島の椿」の新CM発表会に出席した際、嫌いな食べ物はこんにゃくと答えた。「プルプルして気持ち悪い」とのこと。健康に拘り好き嫌いの無いイメージであったため、報道でも意外の感を持たれた[49]。

## 受賞歴など

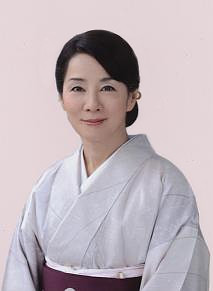
2010年、文化功労者に選出された。

- 1962年 - 映画『キューポラのある街』の主役で第13回ブルーリボン賞主演女優賞を受賞（17歳での受賞は2012年時点で史上最年少記録）。同年、橋幸夫とのデュエット曲『いつでも夢を』で「第4回日本レコード大賞」受賞。
- 1964年、1968年、1969年と、ブロマイドの年間売上実績で女性部門1位に光輝く。
- 1982年 - ドラマ『続 夢千代日記』に対して、第19回ギャラクシー賞・選奨を受賞[50]。
- 1985年 - 『おはん』、『天国の駅 HEAVEN STATION』の演技で、「日本アカデミー賞最優秀主演女優賞」初受賞[51]。以降、1989年『つる -鶴-』・『華の乱』、2001年『長崎ぶらぶら節』、2006年『北の零年』と、最優秀主演女優賞を計4度受賞（歴代1位）している。
- 1997年 - 朗読CD『第二楽章』で第39回日本レコード大賞企画賞受賞。
- 2000年 - 映画雑誌『キネマ旬報』の「20世紀の映画スター・女優編」で日本女優の2位、同号の「読者が選んだ20世紀の映画スター女優」でも同じく第2位になった。第45回「映画の日」特別功労章を受章。
- 2001年 - 芸術選奨文部科学大臣賞受賞。
- 2003年 - NHK放送文化賞受賞。平和記念資料館のナレーションや、同じくボランティアである原爆詩の朗読などの平和活動が評価され、「第15回谷本清平和賞」受賞。
- 2006年 - 紫綬褒章受章[52]。
- 2008年2月 - 主演映画『母べえ』がベルリン国際映画祭出品のためベルリンへ往く。同年、『母べえ』『まぼろしの邪馬台国』等長年の功績により、第2回HIHOはくさい映画賞（『映画秘宝』主催）生涯功労賞受賞。
- 2010年 - 文化功労者に選出[53]。
- 2014年 - 自身初のプロデュース作品『ふしぎな岬の物語』がモントリオール世界映画祭で審査員特別大賞を受賞。同作で第38回日本アカデミー賞優秀主演女優賞受賞[54]。
- 2014年12月発売の『キネマ旬報』創刊95周年記念『オールタイム・ベスト 映画遺産 日本映画男優・女優100』にて女優20位に選出された[55]。
- 2015年 - 第63回菊池寛賞を受賞[56]。
- 2016年 - 第25回日本映画批評家大賞・実写部門 ダイヤモンド大賞を受賞[57]。また、原爆詩の朗読に対し、第1回澄和（とわ）フューチャリスト賞（市民目線の平和関連活動に地道に取り組んでいる個人や団体を表彰する賞）を受賞[58]。
- 2018年 - キタデミー賞 主演女優賞を受賞[59]。
- 2022年 - 第45回日本アカデミー賞 優秀主演女優賞を受賞[60]。
- 2024年 - 第66回ブルーリボン賞 主演女優賞を受賞[61]。同年、第47回日本アカデミー賞 優秀主演女優賞を受賞[62]。

## 出演

### 映画

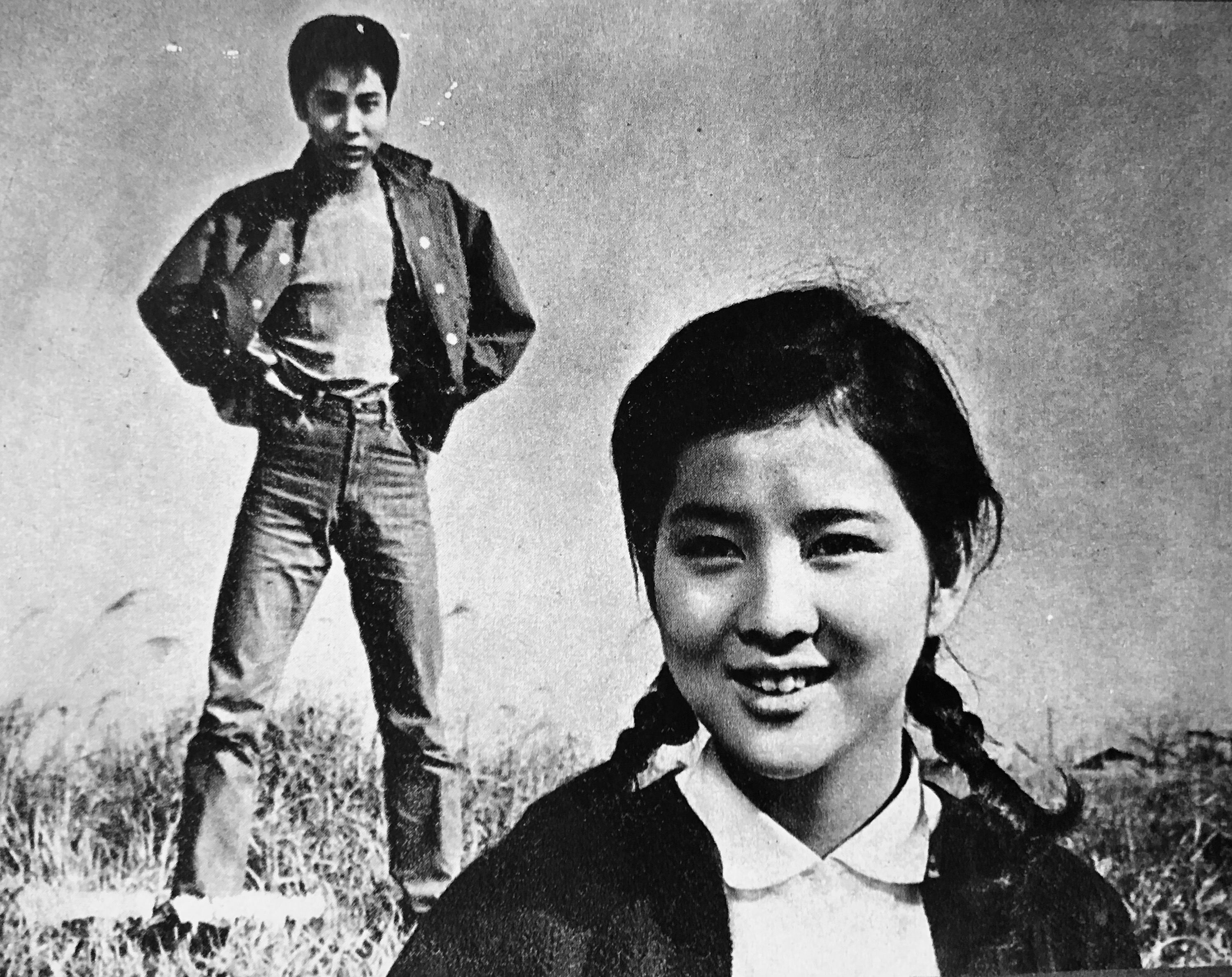
『キューポラのある街』（1962年）

『あすの花嫁』（1962年）

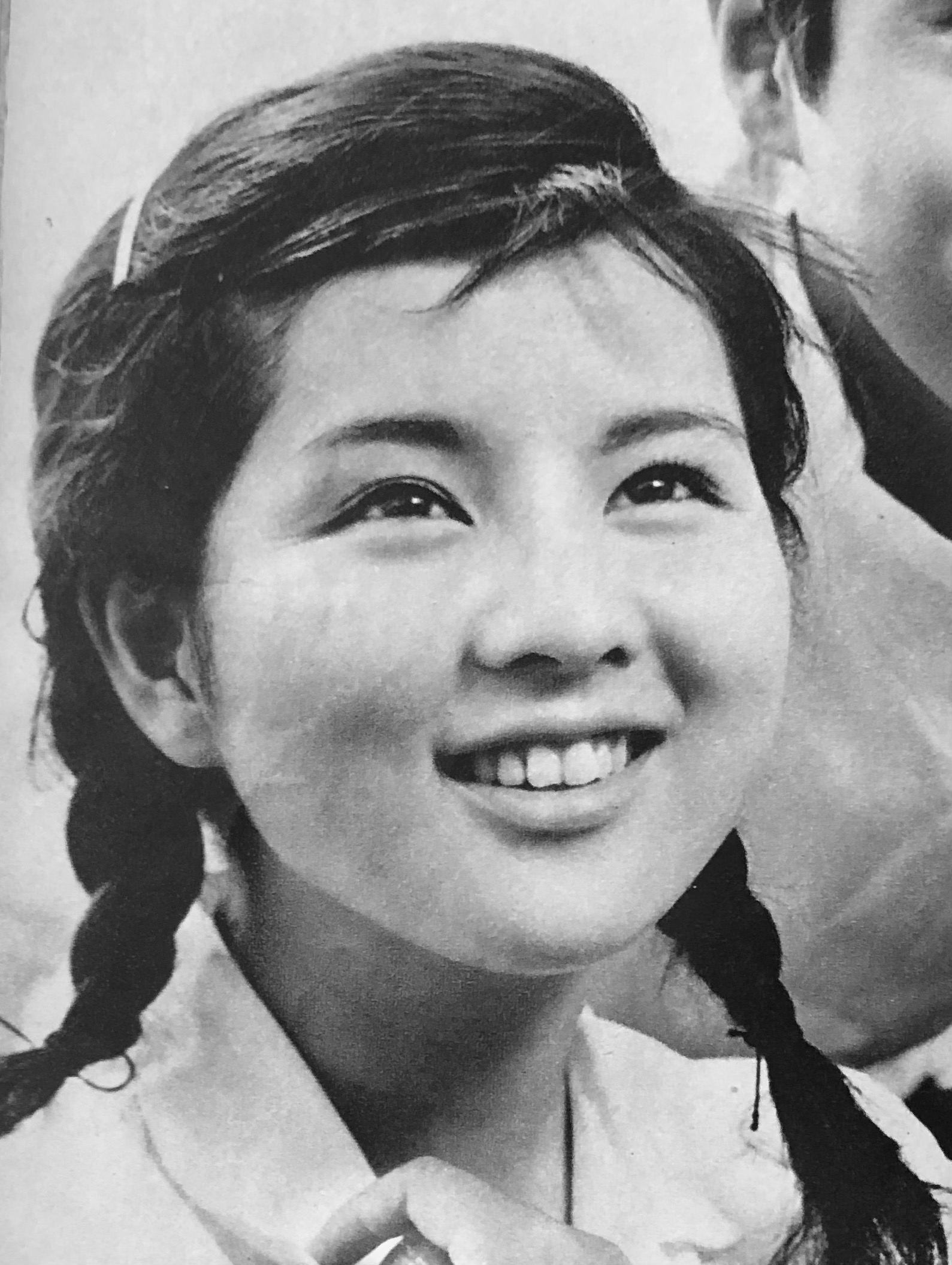
『美しい暦』（1963年）

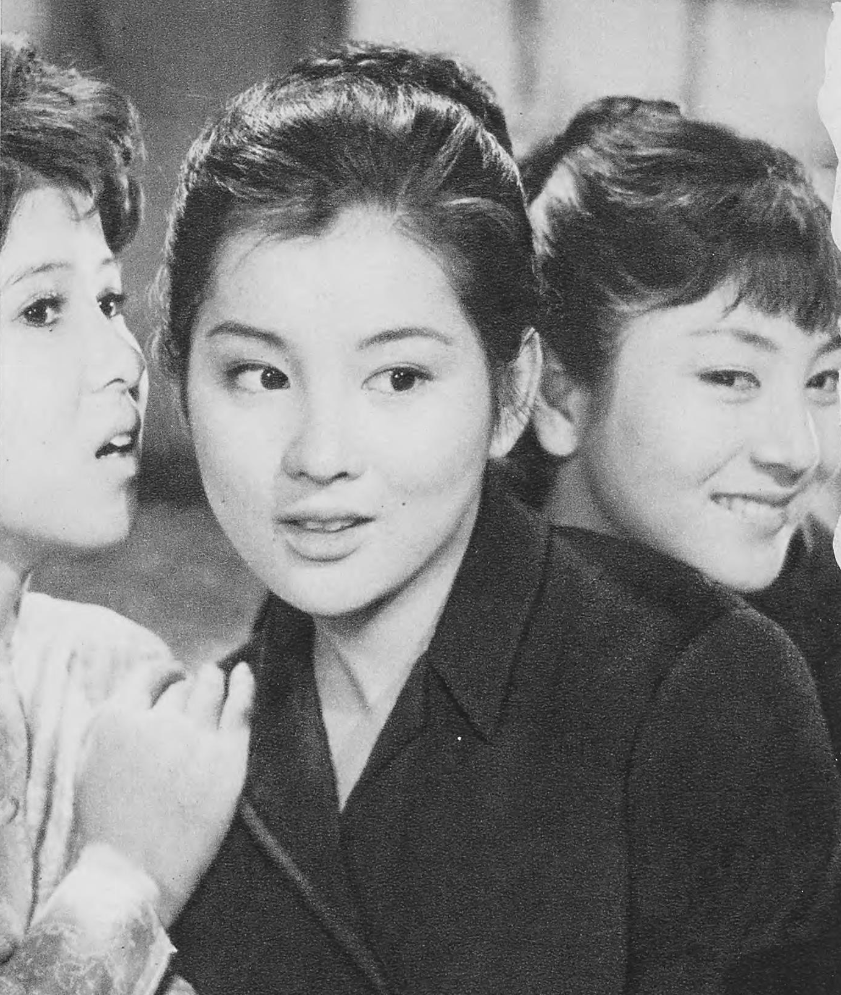
『光る海』（1963年）。左から十朱幸代、吉永、和泉雅子。

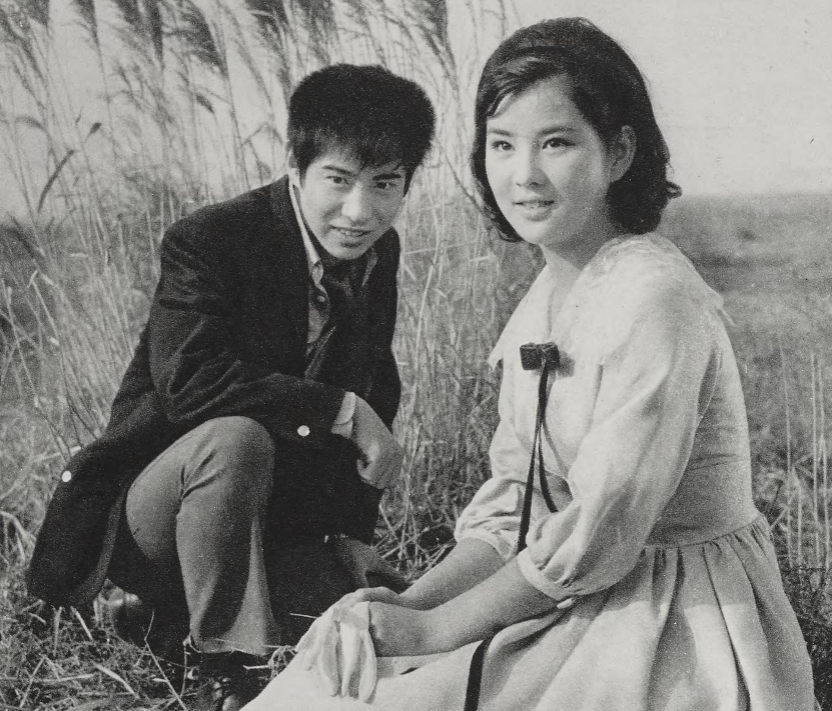
『泥だらけの純情』（1963年）

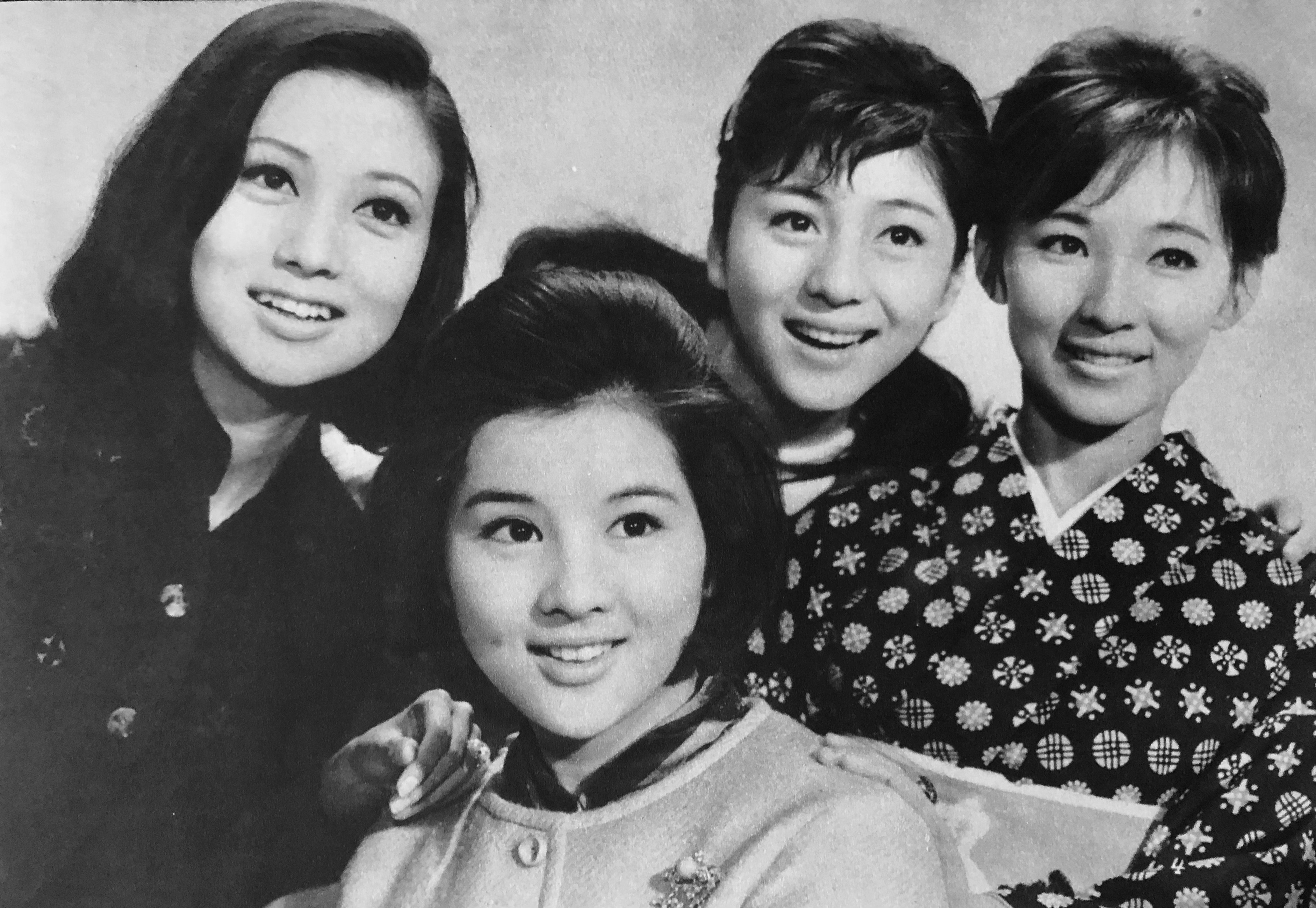
『若草物語』（1964年）。左から浅丘ルリ子、吉永、和泉雅子、芦川いづみ。

『恋のハイウェイ』（1967年）

- 朝を呼ぶ口笛（1959年、松竹大船） - 刈谷美和　※デビュー作
- まぼろし探偵 地底人襲来（1960年、新東宝） - 吉野さくら
- 拳銃無頼帖 電光石火の男（1960年、日活） - 節子
  - 拳銃無頼帖 不敵に笑う男（1960年、日活） - 壇則子
- 霧笛が俺を呼んでいる（1960年、日活） - 浜崎ゆき子
- 疾風小僧（1960年、日活） - 秀子
- すべてが狂ってる（1960年、日活） - 久保典子
- ガラスの中の少女（1960年） - 主演・靖代
- 美しき抵抗（1960年、日活） - 松波久美子
- 大出世物語（1961年、日活） - 高子
- 天使が俺を追い駈ける（1961年、日活） - 久美
- 花と娘と白い道（1961年、日活） - 主演・みや子
- ろくでなし稼業（1961年、日活） - 浜田澄子
- 警察日記 ブタ箱は満員（1961年、日活） - 長女ヨシエ
- 早射ち野郎（1961年、日活） - 真山美佐
- 有難や節 あゝ有難や有難や（1961年、日活） - 守田洋子
- 青い芽の素顔（1961年、日活） - 主演・山中みどり
- 闇に流れる口笛（1961年、日活） - 柿崎咲子
- この若さある限り（1961年、日活） - 河並亮子
- 俺は死なないぜ（1961年、日活） - 義妹弓子
- 闘いつづける男（1961年、日活） - 鞍馬涼子
- 太陽は狂ってる（1961年、日活） - 北条知里
- あいつと私（1961年、日活） - 浅田ゆみ子
- 草を刈る娘（1961年、日活） - 主演・モヨ子
- 黒い傷あとのブルース（1961年、日活） - 小牧洋子
- さようならの季節（1962年、日活） - 殿村幸子
- 上を向いて歩こう（1962年、日活） - 永井紀子
- キューポラのある街（1962年、日活） - 主演・石黒ジュン[注 3]
  - 未成年 続・キューポラのある街（1965年、日活） - 主演・石黒ジュン
- 激流に生きる男（1962年、日活） - さかえ
- 赤い蕾と白い花（1962年、日活） - 主演・岩淵とみ子  ※主題歌『寒い朝』で吉永はレコードデビュー
- 霧の夜の男（1962年、日活） - 深沢みき
- 星の瞳をもつ男（1962年、日活） - 品田冴子
- あすの花嫁（1962年、日活） - 主演・汐崎百合子
- 若い人（1962年、日活） - 主演・江波恵子
- ひとりぼっちの二人だが（1962年、日活） - 田島ユキ
- 青い山脈（1963年、日活） - 主演・寺沢新子
- いつでも夢を（1963年、日活） - 三原ひかる（橋幸夫とのW主演）
- 泥だらけの純情（1963年、日活） - 主演・横山真美（浜田光夫とのW主演）
- 雨の中に消えて（1963年、日活） - 主演・川路あや子
- 俺の背中に陽が当る（1963年、日活） - 朝子
- 伊豆の踊子（1963年、日活） - 主演・薫、少女（二役）（高橋英樹とのW主演）
- 若い東京の屋根の下（1963年、日活） - 主演・桑野蕗子
- 美しい暦（1963年、日活） - 主演・矢島貞子
- 波浮の港（1963年、日活） - 主演・明代
- 真白き富士の嶺（1963年、日活） - 磯村梓
- 光る海（1963年、日活） - 主演・石田美枝子
- こんにちわ20才（1964年、日活） - 主演・石沢カナ子
- こんにちは赤ちゃん（1964年、日活） - 宇田川圭子（特別出演）
- 浅草の灯 踊子物語（1964年、日活） - 小杉麗子
- 潮騒（1964年、日活） - 主演・宮田初江（浜田光夫とのW主演）
- 風と樹と空と（1964年、日活） - 主演・沢田多喜子
- 帰郷（1964年、日活） - 守屋伴子
- 愛と死をみつめて（1964年、日活） - 主演・小島道子 役
- うず潮（1964年、日活） - 主演・林フミ子
- 若草物語（1964年、日活） - 高村しずか
- 悲しき別れの歌（1965年、日活） - 主演・野村ゆり子
- 青春のお通り（1965年、日活） - 主演・南原桜子
- 明日は咲こう花咲こう（1965年、日活） - 主演・小日山ひろ子
- 父と娘の歌（1965年、日活） - 主演・卓紘子
- 四つの恋の物語（1965年、日活） - 三沢三也子
- 大空に乾杯（1966年、日活） - 主演・滝村ゆり子
- 青春のお通り 愛して泣いて突っ走れ!（1966年、日活） - 主演・南原桜子
- 風車のある街（1966年、日活） - 主演・三浦まり子
- 私、違っているかしら（1966年、日活） - 主演・白石桂
- 愛と死の記録（1966年、日活） - 松井和江
- 白鳥（1966年、日活） - 小林麗子
- 青春の海（1967年、日活） - 主演・三宅杏子
- 恋のハイウェイ（1967年、日活） - 主演・梶若葉
- 君が青春のとき（1967年、日活） - 主演・木所香
- 斜陽のおもかげ（1967年、日活） - 主演・木田町子
- 君は恋人（1967年、日活） - 吉永百合
- 花の恋人たち（1968年、日活） - 主演・鑞山操
- 青春の風（1968年、日活） - 主演・楠本光子
- だれの椅子?（1968年、日活） - 主演・沢村恵子
- あゝひめゆりの塔（1968年、日活） - 主演・与那嶺和子
- 花ひらく娘たち（1969年、日活） - 主演・柿崎民子
- 嵐の勇者たち（1969年、日活） - 冬子
- 幕末（1970年、中村プロ） - お良
- 風の慕情（1970年、松竹大船） - 主演・長谷由布子
- 青春大全集 愛とは何か（1970年、松竹大船） - 主演・根本律子
- 戦争と人間 第二部 愛と悲しみの山河（1971年、日活） - 伍代順子 
  - 戦争と人間 第三部 完結篇（1973年、日活） - 伍代順子
- 男はつらいよ（松竹大船）
  - 男はつらいよ 柴又慕情[2]（1972年） - 歌子
  - 男はつらいよ 寅次郎恋やつれ（1974年） - 歌子
- 青春の門（1975年、東宝） -  伊吹タエ
- 新どぶ川学級（1976年、日活） - 須藤節子
- 若い人（1977年、東宝） - 鮎沢由紀（特別出演）※1962年の映画「若い人」で吉永は主演している。
- 皇帝のいない八月（1978年、松竹） -  藤崎杏子
- 衝動殺人 息子よ（1979年、松竹） -  柴田保子
- 動乱（1980年、東映） -  溝口薫
- 海峡（1982年、東宝） - 牧村多恵
- 細雪（1983年、東宝） - 蒔岡雪子
- 天国の駅 HEAVEN STATION（1984年、東映） - 主演・林葉かよ
- おはん（1984年、東宝） - 主演・おはん
- 夢千代日記（1985年、東映） - 主演・夢千代（永井左千子）
- 玄海つれづれ節（1986年、東映） - 主演・山岡ゆき
- 映画女優（1987年、東宝） - 主演・田中絹代
- つる -鶴-（1988年、東宝） - 主演・つる（通算100作目記念映画）
- 華の乱（1988年、東映） - 主演・与謝野晶子
- 外科室（1992年、松竹） - 主演・貴船伯爵夫人
- 天国の大罪（1992年、東映） - 主演・衣畑遼子
- 夢の女（1993年、松竹） - 主演・お浪（花魁楓）
- 女ざかり（1994年、松竹） - 主演・南弓子
- 霧の子午線（1996年、東映） - 主演・沢田八重
- 時雨の記（1998年、東映） - 主演・堀川多江
- 長崎ぶらぶら節（2000年、東映） - 主演・愛八（松尾サダ）
- 千年の恋 ひかる源氏物語（2001年、東映） - 主演・紫式部
- 風の舞 闇を拓く光の詩（2003年、映画「風の舞」全国上映実行委員会） - 詩の朗読
- 北の零年（2005年、東映） - 主演・小松原志乃
- 母べえ（2008年、松竹） - 主演・野上佳代 [2]
- まぼろしの邪馬台国（2008年、東映） - 主演・宮崎和子・卑弥呼（二役）
- おとうと（2010年、松竹） - 主演・高野吟子
- 北のカナリアたち（2012年、東映） - 主演・川島はる
- ふしぎな岬の物語（2014年、東映） - 主演・柏木悦子（企画兼任）
- 母と暮せば（2015年、松竹） - 主演・福原伸子
- 北の桜守（2018年、東映） - 主演・江蓮てつ [63]
- 最高の人生の見つけ方（2019年、ワーナー・ブラザース映画） - 主演・北原幸枝 （天海祐希とのW主演）[64]
- いのちの停車場（2021年、東映） - 主演・白石咲和子 [65]
- こんにちは、母さん（2023年、松竹） - 主演・神崎福江 [66]
- てっぺんの向こうにあなたがいる（2025年公開予定、キノフィルムズ） - 主演・多部純子[67]

### 劇場アニメ
- 龍の子太郎（1979年、東映動画） - 太郎の母・龍（特別出演）
- 蓮如物語（1998年、東映アニメーション） - ナレーション
- あした元気になーれ! 半分のさつまいも（2005年、「あした元気にな〜れ!」全国配給委員会） - 語り
- 手塚治虫のブッダ -赤い砂漠よ!美しく-（2011年、東映 / ワーナー・ブラザース） - ナレーション / チャプラの母 役（二役）[68]
  - BUDDHA2 手塚治虫のブッダ -終わりなき旅-（2014年、東映） - マーヤー天 [69]

### テレビドラマ

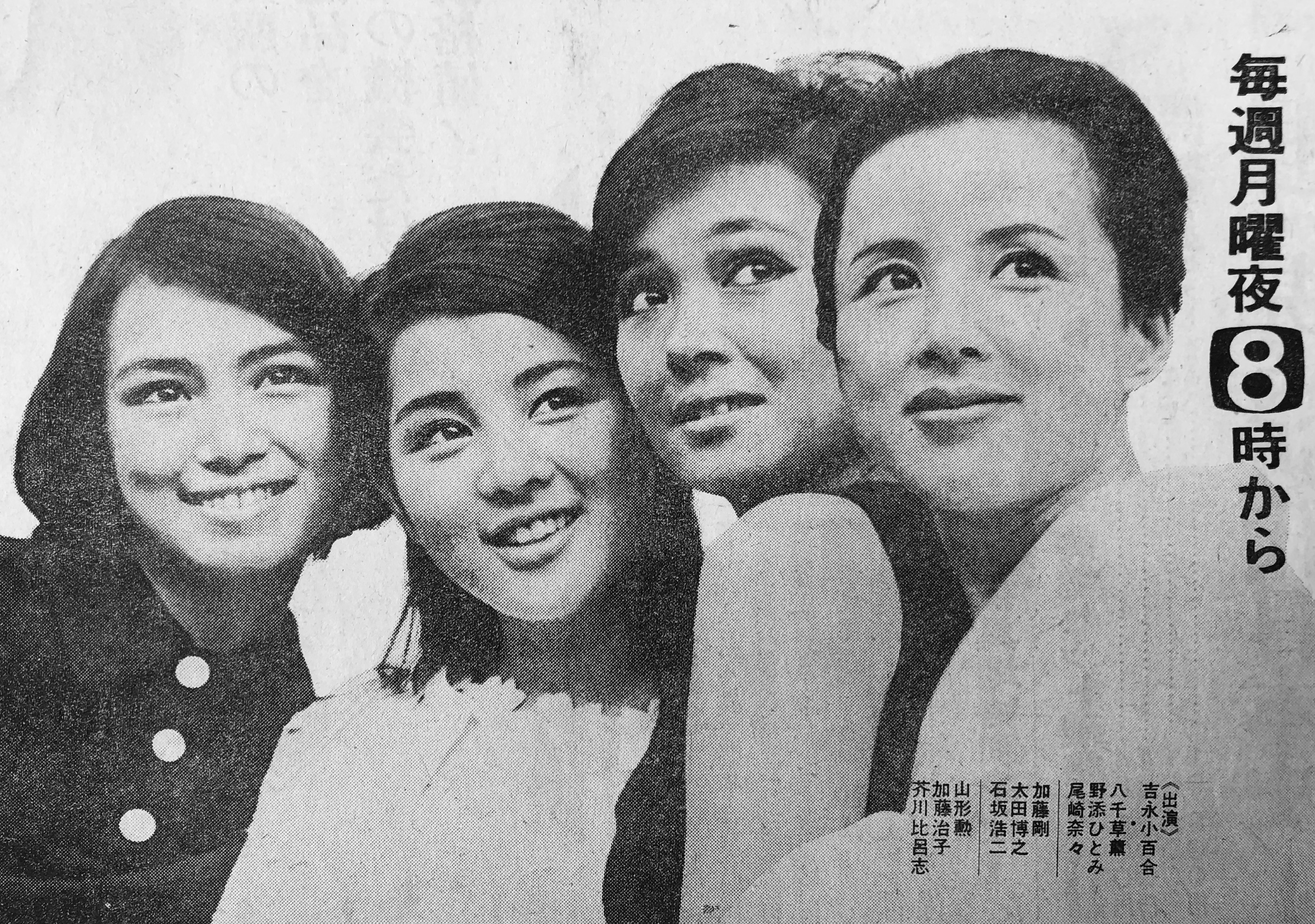
『娘たちはいま』（TBS）

- 赤胴鈴之助（1957年 - 1959年、KRテレビ）
- まぼろし探偵（1959年 - 1960年、KRテレビ）
  - 映像が現存し、DVDも発売されている。
- SOSパリ（1959年 - 1960年、日本テレビ）
- わが心のかもめ（1966年、NHK総合）
- シオノギテレビ劇場（フジテレビ）
  - また逢う日まで（1966年）
  - その時、私は…（1967年）
  - 愛情について 最終回「葉桜」（1967年）
- はだしの太陽（1967年、NHK総合）
- ナショナル劇場（TBSテレビ）
  - 娘たちはいま（1967年 - 1968年）
  - はーいただいま（1968年）
- 日産スター劇場（日本テレビ）
  - 夏みかんのような娘（1968年）
- 風の中を吹く（1969年、日本テレビ）
- 東芝日曜劇場（TBSテレビ）
  - 24才 その7（1969年）
  - 水ぐるま（1969年）
  - 二代目（1970年）
  - 二人の縁（1970年）
  - 下町の女シリーズ（1970年 - 1974年） - 主演・野崎桐子
  - 鶴は帰りぬ（1971年）
  - 亜希子（1971年） - 主演・亜紀子
  - あだこ（1972年）
  - つゆのひぬま（1973年）
  - 白い花匂う（1975年）
  - 誰も知らない愛（1975年）
  - 春のゆくえ（1976年、毎日放送）
  - 乙姫先生（1976年6月13日、北海道放送） - 主演・田鶴子
  - 白い闇（1977年）
  - 張込み（1978年）
  - 緑の炎（1978年、RKB毎日放送）
  - 不断草（1980年）
  - 小ぬか雨（1980年）
- 愛ある限り（1969年、フジテレビ） - 主演・吉島多津子
- 銀河ドラマ（NHK総合）
  - 混戦模様（1969年）
- 大河ドラマ（NHK総合）
  - 樅ノ木は残った（1970年） - 宇乃
  - 風と雲と虹と（1976年） - 貴子[70]
- 春の雪（1970年、フジテレビ）
- 白雪姫と七人の悪党たち（1971年、朝日放送制作・TBS）
- 花は花よめ（1971年 - 1973年、日本テレビ・第1・第2シリーズ）
- 女人平家（1971年 - 1972年、朝日放送） - 主演・平盛子・佑子
- はーいただいま（1972年、TBSテレビ）
- 愛をください（1974年、TBSテレビ）
- TBS開局20周年記念番組 寿の日（1975年、TBSテレビ） - 石川紀代
- 新・座頭市 第14話「雪の別れ路」（1977年、フジテレビ）
- 日立スペシャル（TBS）
  - 海は甦える（1977年） - 山本トキ
  - 空よ海よ息子たちよ（1981年）
- 南十字星 コルネリアお雪異聞 わたしの山田長政（1978年、朝日放送）
- 鮎のうた（1979年 - 1980年、NHK総合） - 浜中すず
- 夢千代日記（1981年 - 1984年、NHK総合）[71] - 主演・永井左千子（夢千代）
- 一死、大罪を謝す（1981年、フジテレビ）
- 茜いろの坂（1981年、朝日放送） - 主演 ※原作は同年に急逝した船山馨
- 吉田茂（1983年、関西テレビ）
- 春までの祭（1989年、フジテレビ）

### ドキュメンタリー
- 国境のない伝記〜クーデンホーフ家の人びと[72]（全4回、1973年3月[注 4]、NHK総合、構成・演出-吉田直哉、音楽-冨田勲、ドラマ脚本-茂木草介） - ドラマパート主演・青山みつ（クーデンホーフ光子） 役[注 5]・リポーター（欧州取材）
  - ミツコ 二つの世紀末（全5回、1987年5月 - 6月、NHK総合、構成・演出-吉田直哉、音楽-冨田勲） - リポーター（欧州取材）[注 6]
- きみはヒロシマを見たか〜広島原爆資料館（1982年8月6日、NHK総合） - 語り
- 夢を駈ける女〜馬のない名騎手・井上喜久子（1987年1月2日、日本テレビ） - 語り
- 未来からの贈りもの〜この星を旅する物語（1995年3月`日、TBSテレビ） - 語り
- ヒロシマ・ガールズ・50年目の夏 （1995年8月7日、フジテレビ） - 語り
- 100ばんめのサル（1986年、株式会社シネマ・ワーク） - 語り[73]
- 祈るように語り続けたい（1997年・1999年・2000年、NHK-BS2）
- NNNドキュメント「チンチン電車と女学生 2003・夏・ヒロシマ」（2003年、広島テレビ） - 語り
- 森光子「放浪記」大いなる旅路（2005年5月22日、NHK総合） - 語り
- 戦後60年特別企画「ヒロシマ」（2005年8月5日、TBSテレビ） - 朗読
- 吉永小百合 言葉で平和を紡ぎたい（2007年8月9日、NHK総合）
- 絶景・人情列島“寅さん”が旅したニッポン（2008年8月13日、テレビ東京） - 語り
- 吉永小百合 被爆65年の広島・長崎（2010年8月6日、NHK総合）
- 証言 八十年目の真実 〜長島 そして ノルウェー〜（2010年11月28日、山陽放送） - 語り
- NHKスペシャル「復活〜山田洋次・SLを撮る〜」（2011年7月16日、NHK総合） - 語り
- プロフェッショナル 仕事の流儀「吉永小百合スペシャル」（2019年10月26日、NHK総合）

### インタビュー・対談・トーク
- スター千一夜（1972年-1976年、フジテレビ） - 司会、ゲスト
- YOU（1983年9月24日、NHK教育）『キューポラのある街』のロケ地を再訪・インタビュー。
- 特別対談番組「吉永小百合 石井ふく子 34年の絆」〜山本周五郎生誕100年記念によせて〜（2003年、TBSチャンネル）
- 徹子の部屋 （2015年12月11日など、テレビ朝日） - 何度か出演経験がある。高倉健とともに出演したこともある。
- マツコの知らない世界（2018年3月6日、TBSテレビ） - 主演映画『北の桜守』の告知を兼ねての出演。これまであまり話す事のなかった夫との結婚秘話などを明かした。
- サワコの朝（2019年10月5日、毎日放送・TBSテレビ）
- まつもtoなかい（2023年8月13日、フジテレビ）[74]

### 歌謡・音楽番組
- NHK紅白歌合戦（NHK総合・ラジオ第1、※下記参照）
- 日本レコード大賞10周年記念音楽会（1968年12月28日、TBSテレビ・ラジオ）
  - 橋幸夫と大賞受賞曲「いつでも夢を」を歌唱。吉永たちの歌唱シーンも含めカラーVTRが全編現存する。
- 夜のヒットスタジオ（フジテレビ） - 1969年3月31日放送（同番組のカラー放送開始初回）で歌手として初出演、当時の新譜「愛ある限り」を披露。以降、同年8月4日放送・1970年4月20日放送の計3回に歌手として出演。また、1984年10月1日放送では、当時の自身の主演映画「おはん」の同名主題歌を歌う五木ひろしの応援ゲストとして、同作品の原作者である宇野千代とともに特別出演している。
- 日本歌謡大賞（フジテレビ） - 1972年度司会
- FNS歌謡祭（フジテレビ） - 第1回 - 4回総合司会
- 吉永小百合ショー（1966年、日本テレビ）
- この人・吉永小百合ショー（1985年6月6日、NHK総合）

### バラエティー
- 「ぷっ」すまスペシャル ぷっすまVS吉永小百合 芸能界“天国と地獄”(秘)ハズカシ固めSP!!（2000年9月22日、テレビ朝日）
- 笑っていいとも！グランドフィナーレ 感謝の超特大号（2014年3月31日、フジテレビ） - タモリへのプレゼンター
- SMAP×SMAP秋の超豪華SP（2014年10月16日、フジテレビ）
- ニノさんとあそぼ（2023年8月7日、日本テレビ） - 仲良しゲスト

### テレビアニメ
- 若草物語（1980年5月3日、フジテレビ） - ナレーター

### ラジオ
- お早う吉永小百合です（1967年 - 不明、文化放送）
- 吉永小百合 街ものがたり（1997年4月 - 2004年3月、TBSラジオ）
  - 今晩は 吉永小百合です（2005年10月 - 、TBSラジオ）

### ラジオドラマ
- 赤胴鈴之助（1957年1月 - 1959年2月、ラジオ東京（現TBSラジオ））
- まぼろし探偵（1959年2月 - 1960年10月、ラジオ東京）
- 人の知らない花（1962年8月 - 9月、TBSラジオ）
- お父さん!大好き（1962年9月 - 1964年3月、ニッポン放送）
- 小百合は大学一年生（1964年4月 - 1965年1月、ニッポン放送）
- 白鷺の飛ぶ日に…（1965年4月、NHK第1）
- 二十歳（1966年1月、NHK第1）
- 斜陽のおもかげ（1967年、文化放送）
- 銀のしずく降る降る（1983年6月、NHK第1）
- マディソン郡の橋（1993年12月、ニッポン放送）

### CM
- 資生堂 『ティーンズ化粧品』（1962年）
- 中外製薬 「グロンサン」「新グロモント」「アルペン」（1960年 - 70年代半ば）
- 桃谷順天館 『明色アストリンゼン』（1970年代半ば）
- キユーピー 『キユーピードレッシング』（1970年代）
- トヨタ自動車 『トヨタ・クラウン』（1973年 - 1983年）
- 秋田銘醸 美酒 爛漫（1978年）
- リコー 『マイツール』
- 三井ホーム（1983年 - 1998年、2003年 - 2004年[75]、2010年 - 2012年[75]）
  - 「吉永小百合 点描」（1992年） - 第32回ACC CM FESTIVALテレビCM部門優秀賞[76]
  - ※1995年にはシングル「しあわせは少し遠くに」がCMに使われた
- 日本生命（1988年 - 1989年、1997年 - 1999年）
- カルピス（1989年）
- シチズン時計（1992年）[77]
- 宝酒造
  - 『松竹梅』（1998年 - 2000年）[78]
  - 『松竹梅 天』（2016年）[75][78]
- 麒麟麦酒
  - 『キリンビールのお中元』（1993年、1995年）
  - 『SPRING VALLEY 豊潤<496>』（2022年）[79]
- 公共広告機構（現：ACジャパン）『親でさえ一致しなければ』『もえチャンのお願い』『いっしょ。』（1997年、1999年、2000年）
- シャープ 『AQUOS』『SUNVISTA』『プラズマクラスター』『ヘルシオ』『BLACKSOLAR』 （2000年 - ）[75]
- 雪印乳業（現：雪印メグミルク）（ - 2001年）[75]
- JR東日本
  - 『大人の休日倶楽部』（2005年 - ）[75]
  - 『グランクラス』（2011年）[75]
  - 「がんばろう日本」（2011年5月 - 7月）、東日本大震災復興推進キャンペーン[75]
- カゴメ
  - 植物性乳酸菌『ラブレ』（2005年 - 2009年）[75]
  - 『野菜生活100』（2008年 - 2009年）[75] ※雪印時代から出演ほか
- 日本郵便『年賀状』（2008年）[75]
- ソフトバンク（2013年 - 2017年）[75]
- パイロットコーポレーション（2019年）
- 五島の椿（2020年 - 2024年）[80]

### 舞台
- 坂道-長崎、79年目の夏（2024年8月14日 - 18日、六行会ホール） - 朗読（声の出演）[81]

## ディスコグラフィ

### シングル
- 全てビクターからリリース。

| #  | 発売日          | A/B面 | タイトル                 | 作詞                      | 作曲             | 編曲             | 規格品番   |
| -- | --------------- | ----- | ------------------------ | ------------------------- | ---------------- | ---------------- | ---------- |
| 1  | 1962年 4月20日  | A面   | 寒い朝                   | 佐伯孝夫                  | 吉田正           | 吉田正           | VS-681     |
| 1  | 1962年 4月20日  | B面   | 人の知らない花           | 佐伯孝夫                  | 吉田正           | 吉田正           | VS-681     |
| 2  | 1962年 7月      | A面   | 草を刈る娘               | 佐伯孝夫                  | 吉田正           | 吉田正           | VS-727     |
| 2  | 1962年 7月      | B面   | サンタ・マリアの鐘       | 佐伯孝夫                  | 吉田正           | 吉田正           | VS-727     |
| 3  | 1962年 9月      | A面   | いつでも夢を             | 佐伯孝夫                  | 吉田正           | 吉田正           | VS-807     |
| 3  | 1962年 9月      | B面   | あすの花嫁               | 佐伯孝夫                  | 吉田正           | 吉田正           | VS-807     |
| 4  | 1962年 12月     | A面   | かわいい花の物語         | 佐伯孝夫                  | 吉田正           | 吉田正           | VS-866     |
| 4  | 1962年 12月     | B面   | 雨とお嬢さん             | 佐伯孝夫                  | 吉田正           | 吉田正           | VS-866     |
| 5  | 1963年 1月      | A面   | 虹子の夢                 | 佐伯孝夫                  | 吉田正           | 吉田正           | VS-890     |
| 5  | 1963年 1月      | B面   | 泥だらけの純情           | 佐伯孝夫                  | 吉田正           | 吉田正           | VS-890     |
| 6  | 1963年 2月      | A面   | 雪坊主                   | 佐竹まさを                | 吉田正           | 吉田正           | VS-928     |
| 7  | 1963年 3月      | A面   | 雨の中に消えて           | 佐伯孝夫                  | 吉田正           | 吉田正           | VS-955     |
| 7  | 1963年 3月      | B面   | 太陽はいつも             | 佐伯孝夫                  | 吉田正           | 吉田正           | VS-955     |
| 8  | 1963年 3月      | A面   | フラワー・ニッポン       | 佐伯孝夫                  | 吉田正           | 吉田正           | VS-977     |
| 9  | 1963年 4月      | A面   | 若い東京の屋根の下       | 佐伯孝夫                  | 吉田正           | 吉田正           | VS-991     |
| 10 | 1963年 5月      | A面   | 伊豆の踊子               | 佐伯孝夫                  | 吉田正           | 吉田正           | VS-995     |
| 10 | 1963年 5月      | B面   | 花だより                 | 佐伯孝夫                  | 吉田正           | 吉田正           | VS-995     |
| 11 | 1963年 8月      | A面   | 嫁ぐ日まで               | 佐伯孝夫                  | 吉田正           | 吉田正           | VS-1068    |
| 11 | 1963年 8月      | B面   | 天に向って               | 佐伯孝夫                  | 吉田正           | 吉田正           | VS-1068    |
| 12 | 1963年 9月      | B面   | 君よ夕陽は沈んでも       | 佐伯孝夫                  | 吉田正           | 吉田正           | VS-1106    |
| 13 | 1963年 10月     | A面   | 波浮の港                 | 野口雨情                  | 中山晋平         | 吉田正           | VS-1130    |
| 13 | 1963年 10月     | B面   | 美しい暦                 | 佐伯孝夫                  | 吉田正           | 吉田正           | VS-1130    |
| 14 | 1963年 10月     | A面   | きよしこのよる           | 由木康                    | F.Gruber         | 寺岡真三         | PV-53      |
| 14 | 1963年 10月     | B面   | ジングルベル             | 井田誠一                  | J.Pierpont       | 寺岡真三         | PV-53      |
| 15 | 1963年 11月     | A面   | 若い歌声                 | 佐伯孝夫                  | 吉田正           | 吉田正           | VS-1146    |
| 15 | 1963年 11月     | B面   | 花は呼んでいる           | 佐伯孝夫                  | 吉田正           | 吉田正           | VS-1146    |
| 16 | 1964年 1月      | A面   | 光る海                   | 佐伯孝夫                  | 吉田正           | 吉田正           | VS-1181    |
| 16 | 1964年 1月      | B面   | こんにちわ二十才         | 佐伯孝夫                  | 寺岡真三         | 寺岡真三         | VS-1181    |
| 17 | 1964年 2月      | A面   | フレッシュ東京           | 佐伯孝夫                  | 吉田正           | 吉田正           | VS-1183    |
| 17 | 1964年 2月      | B面   | ことしの春               | 佐伯孝夫                  | 吉田正           | 吉田正           | VS-1183    |
| 18 | 1964年 3月      | A面   | みどりの河               | 佐伯孝夫                  | 吉田正           | 吉田正           | SV-15      |
| 18 | 1964年 3月      | B面   | 乙女のタンゴ             | 佐伯孝夫                  | 吉田正           | 吉田正           | SV-15      |
| 19 | 1964年 4月      | A面   | そこは青い空だった       | 佐伯孝夫                  | 吉田正           | 吉田正           | SV-36      |
| 19 | 1964年 4月      | B面   | 空色のワルツ             | 佐伯孝夫                  | 吉田正           | 吉田正           | SV-36      |
| 20 | 1964年 5月      | A面   | この夕空の下に           | 室山多香史                | 吉田正           | 吉田正           | SV-52      |
| 21 | 1964年 7月      | A面   | 風と樹と空と             | 佐伯孝夫                  | 吉田正           | 吉田正           | SV-74      |
| 21 | 1964年 7月      | B面   | いつかあなたに           | 佐伯孝夫                  | 吉田正           | 吉田正           | SV-74      |
| 22 | 1964年 10月     | A面   | 愛と死のテーマ           | 佐伯孝夫                  | 吉田正           | 吉田正           | SV-123     |
| 22 | 1964年 10月     | B面   | 乙女の旅愁               | 佐伯孝夫                  | 吉田正           | 吉田正           | SV-123     |
| 23 | 1964年 10月     | A面   | 若い二人の心斎橋         | 佐伯孝夫                  | 吉田正           | 吉田正           | SV-138     |
| 24 | 1964年 11月     | A面   | 瀬戸のうず潮             | 佐伯孝夫                  | 吉田正           | 吉田正           | SV-141     |
| 24 | 1964年 11月     | B面   | うどんの唄               | 佐伯孝夫                  | 吉田正           | 吉田正           | SV-141     |
| 25 | 1965年 3月      | A面   | 愛のしあわせ             | 佐伯孝夫                  | 吉田正           | 吉田正           | SV-202     |
| 25 | 1965年 3月      | B面   | 若草物語                 | 佐伯孝夫                  | 吉田正           | 吉田正           | SV-202     |
| 26 | 1965年 4月      | A面   | 明日は咲こう花咲こう     | 西沢爽                    | 吉田正           | 吉田正           | SV-231     |
| 27 | 1965年 5月      | A面   | 未成年                   | 佐伯孝夫                  | 吉田正           | 吉田正           | SV-233     |
| 27 | 1965年 5月      | B面   | キューポラのある街       | 佐伯孝夫                  | 吉田正           | 吉田正           | SV-233     |
| 28 | 1965年 6月      | A面   | 小百合おけさ             | 佐伯孝夫                  | 吉田正           | 吉田正           | SV-251     |
| 28 | 1965年 6月      | B面   | 恋のおけさ笠             | 佐伯孝夫                  | 吉田正           | 吉田正           | SV-251     |
| 29 | 1965年 7月      | A面   | 娘たちのこよみ           | 佐伯孝夫                  | 吉田正           | 吉田正           | SV-269     |
| 29 | 1965年 7月      | B面   | 赤いりんご               | 佐伯孝夫                  | 吉田正           | 吉田正           | SV-269     |
| 30 | 1965年 9月      | A面   | 天満橋から               | 佐伯孝夫                  | 大野正雄         | 大野正雄         | SV-289     |
| 30 | 1965年 9月      | B面   | 奈良の春日野             | 佐伯孝夫                  | 大野正雄         | 大野正雄         | SV-289     |
| 31 | 1966年 1月      | A面   | 小百合の花詩集           | 藤田鶴之丞                | 吉田正           | 吉田正           | SV-351     |
| 31 | 1966年 1月      | B面   | 春の乙女                 | 佐伯孝夫                  | 吉田正           | 吉田正           | SV-351     |
| 32 | 1966年 4月      | A面   | 夢みる港                 | 佐伯孝夫                  | 吉田正           | 吉田正           | SV-384     |
| 32 | 1966年 4月      | B面   | あの娘は街へ             | 佐伯孝夫                  | 吉田正           | 吉田正           | SV-384     |
| 33 | 1966年 5月      | A面   | ねむの木の子守歌         | 皇太子妃美智子            | 山本正美         | 山本直純         | SV-401     |
| 33 | 1966年 5月      | B面   | (器楽曲)                 | -                         | 山本正美         | 山本直純         | SV-401     |
| 34 | 1966年 6月      | A面   | 哀愁のアムステルダム     | 佐伯孝夫                  | 吉田正           | J.Bulterman      | SV-429     |
| 34 | 1966年 6月      | B面   | 風車のある街             | 佐伯孝夫                  | 吉田正           | J.Bulterman      | SV-429     |
| 35 | 1966年 9月      | A面   | 幸せが私を見つけた       | 岩谷時子                  | 中村八大         | 中村八大         | SV-458     |
| 35 | 1966年 9月      | B面   | 花と愛と                 | 永六輔                    | 中村八大         | 中村八大         | SV-458     |
| 36 | 1966年 10月     | A面   | 勇気あるもの             | 佐伯孝夫                  | 吉田正           | 吉田正           | SV-483     |
| 37 | 1967年 2月      | A面   | わたしは毬藻             | 万里村ゆき子              | 大野正雄         | 大野正雄         | SV-524     |
| 37 | 1967年 2月      | B面   | 想い出よさようなら       | 岡城伸幸                  | 大野正雄         | 近藤進           | SV-524     |
| 38 | 1967年 3月      | A面   | 世界の国からこんにちは   | 島田陽子                  | 中村八大         | 寺岡真三         | SV-533     |
| 38 | 1967年 3月      | B面   | みどりの広場             | 佐伯孝夫                  | 中村八大         | 中村八大         | SV-533     |
| 39 | 1967年 3月      | A面   | 街のハト                 | ヘンリー                  | ヘンリー         | 近藤進           | SV-539     |
| 39 | 1967年 3月      | B面   | みんなで行こう           | 岩谷時子                  | ヘンリー         | 近藤進           | SV-539     |
| 40 | 1967年 5月      | A面   | 愛の世界                 | 佐伯孝夫                  | 吉田正           | 吉田正           | SV-562     |
| 40 | 1967年 5月      | B面   | 恋人たち                 | 佐伯孝夫                  | 吉田正           | 吉田正           | SV-562     |
| 41 | 1967年 6月      | B面   | 思い出のレコード         | 佐伯孝夫                  | 吉田正           | 吉田正           | SV-571     |
| 42 | 1967年 7月      | A面   | ひとりの時も             | 荒木一郎                  | 荒木一郎         | 服部克久         | SV-587     |
| 42 | 1967年 7月      | B面   | こんなに愛してるのに     | 荒木一郎                  | 荒木一郎         | 服部克久         | SV-587     |
| 43 | 1967年 9月      | A面   | 恋の歓び                 | 佐伯孝夫                  | 鈴木邦彦         | 鈴木邦彦         | SV-615     |
| 43 | 1967年 9月      | B面   | オレンジの木の下で       | 佐伯孝夫                  | 鈴木邦彦         | 鈴木邦彦         | SV-615     |
| 44 | 1967年 11月     | A面   | 娘たちはいま             | 岩谷時子                  | 吉田正           | 吉田正           | SV-647     |
| 44 | 1967年 11月     | B面   | 風の中を行く             | なかにし礼                | 吉田正           | 吉田正           | SV-647     |
| 45 | 1968年 2月      | A面   | 夕陽のマリア             | 佐伯孝夫                  | 大野正雄         | 大野正雄         | SV-666     |
| 45 | 1968年 2月      | B面   | 星空の思い出             | 佐伯孝夫                  | 大野正雄         | 大野正雄         | SV-666     |
| 46 | 1968年 4月      | A面   | 鏡の中の私               | なかにし礼                | 鈴木邦彦         | 川口真           | SV-694     |
| 46 | 1968年 4月      | B面   | わたしの歩く道           | なかにし礼                | 鈴木邦彦         | 鈴木邦彦         | SV-694     |
| 47 | 1968年 6月      | A面   | 坂道のクラブ             | 橋本淳                    | すぎやまこういち | すぎやまこういち | SV-709     |
| 47 | 1968年 6月      | B面   | 真夜中のあなた           | 橋本淳                    | すぎやまこういち | すぎやまこういち | SV-709     |
| 48 | 1968年 10月     | A面   | 風の中の青春             | なかにし礼                | 吉田正           | 吉田正           | SV-755     |
| 48 | 1968年 10月     | B面   | 恋のサンタモニカ         | 山口五十鈴                | 吉田正           | 吉田正           | SV-755     |
| 49 | 1968年 12月     | A面   | マロンの恋               | 橋本淳                    | 筒美京平         | 筒美京平         | SV-777     |
| 49 | 1968年 12月     | B面   | 雪の中のジュリエット     | 橋本淳                    | 筒美京平         | 筒美京平         | SV-777     |
| 50 | 1969年 4月      | A面   | 愛ある限り               | なかにし礼                | 浜口庫之助       | 森岡賢一郎       | SV-1044    |
| 50 | 1969年 4月      | B面   | 遠くへ行こう             | なかにし礼                | 浜口庫之助       | 森岡賢一郎       | SV-1044    |
| 51 | 1969年 8月      | A面   | もうすぐ陽がのぼる       | 北山修                    | はしだのりひこ   | 寺岡真三         | SV-869     |
| 51 | 1969年 8月      | B面   | 銀色のトランペット       | 北山修                    | はしだのりひこ   | 寺岡真三         | SV-869     |
| 52 | 1969年 11月     | A面   | 野麦峠                   | 曽我部博士                | 曽我部博士       | 川口真           | SV-1061    |
| 52 | 1969年 11月     | B面   | 飛騨地方の子守唄         | 日本民謡                  | 日本民謡         | 川口真           | SV-1061    |
| 53 | 1970年 4月      | A面   | 人生の夜明け             | 橋本淳                    | 吉田正           | 吉田正           | SV-2015    |
| 53 | 1970年 4月      | B面   | だから今日だけ           | 橋本淳                    | 吉田正           | 吉田正           | SV-2015    |
| 54 | 1970年 7月      | A面   | 未来あるもの             | 岩谷時子                  | いずみたく       | 渋谷毅           | SV-1079    |
| 54 | 1970年 7月      | B面   | さようなら青春           | 藤田敏雄                  | いずみたく       | 大柿隆           | SV-1079    |
| 55 | 1970年 11月     | A面   | 小さな命                 | 荒木一郎                  | 荒木一郎         | 小杉仁三         | SV-2094    |
| 55 | 1970年 11月     | B面   | 自然に帰ろう             | 摩滅美一族 はしだのりひこ | はしだのりひこ   | 寺岡真三         | SV-2094    |
| 56 | 1971年 7月      | A面   | 遠い空の彼方に           | 西岡たかし                | 西岡たかし       | 西岡たかし       | SV-2182    |
| 56 | 1971年 7月      | B面   | 小鳥は自由に飛ぶものです | 西岡たかし                | 西岡たかし       | 西岡たかし       | SV-2182    |
| 57 | 1972年 2月      | A面   | 首ふり赤ベコ             | 清水みのる                | 飯田信夫         | 飯田信夫         | SV-2235    |
| 57 | 1972年 2月      | B面   | 小萩人形                 | 清水みのる                | 利根一郎         | 船木謙一         | SV-2235    |
| 58 | 1984年 11月21日 | A面   | 夢千代日記               | 早坂暁                    | 吉田正           | 吉田正           | SV-7439    |
| 58 | 1984年 11月21日 | B面   | 夢の中から               | 早坂暁                    | 吉田正           | 吉田正           | SV-7439    |
| 59 | 1995年 11月22日 | 01    | しあわせは少し遠くに     | 荒木とよひさ              | 吉田正           | 萩田光雄         | VIDL-11009 |
| 59 | 1995年 11月22日 | 02    | あしたが見える丘         | 荒木とよひさ              | 吉田正           | 萩田光雄         | VIDL-11009 |

その他のシングル
| 発売日 | A/B面 | タイトル               | 作詞 | 作曲 | 編曲 | 規格品番 |
| 東映   | 東映  | 東映                   | 東映 | 東映 | 東映 | 東映     |
| ------ | ----- | ---------------------- | ---- | ---- | ---- | -------- |
| 1986年 | A面   | キャバレー・フラミンゴ | TAI  | TAI  | 星勝 | SAM-2020 |
| 1986年 | B面   | (カラオケ)             | -    | TAI  | 星勝 | SAM-2020 |

### アルバム
ビクターレコード
- 吉永小百合ヒットソング（1962年）
- 小百合とあなた（1963年、JV-5089）
- 小百合ちゃんの夢のピアノ・アルバム（1965年、SJV-92）
- 吉永小百合リサイタル〜詩人〜（1966年、SJV-213）
- 吉永小百合ベストヒット 愛の世界（1967年）
- 吉永小百合とともに（1967年、JV-256／57-S） -　ライブ・アルバム
- ふるさとのおもちゃの唄（2007年）
- 吉永小百合映画歌謡曲（日活編）（2008年 ）- 日活映画に残した歌声を映画音源から収録（全67曲）
- 吉永小百合ベスト100〜いつでも夢を、いつまでも夢を〜（2012年）

### タイアップ
| 年     | 楽曲                 | タイアップ                                  |
| ------ | -------------------- | ------------------------------------------- |
| 1962年 | 寒い朝               | 映画「赤い蕾と白い花」主題歌                |
| 1962年 | 草を刈る娘           | 映画「草を刈る娘」主題歌                    |
| 1962年 | いつでも夢を         | 映画「いつでも夢を」主題歌                  |
| 1962年 | あすの花嫁           | 映画「あすの花嫁」主題歌                    |
| 1963年 | 雨の中に消えて       | 映画「雨の中に消えて」主題歌                |
| 1963年 | 伊豆の踊子           | 映画「伊豆の踊子」主題歌                    |
| 1963年 | 嫁ぐ日まで           | フジテレビ系ドラマ「嫁ぐ日まで」主題歌      |
| 1963年 | 波浮の港             | 映画「波浮の港」主題歌                      |
| 1963年 | 美しい暦             | 映画「美しい暦」主題歌                      |
| 1963年 | 若い歌声             | TBS系ドラマ「いつでも歌を」主題歌           |
| 1964年 | 光る海               | 映画「光る海」主題歌                        |
| 1964年 | こんにちわ二十才     | 映画「こんにちわ20才」主題歌                |
| 1964年 | 風と樹と空と         | 映画「風と樹と空と」主題歌                  |
| 1964年 | 愛と死のテーマ       | 映画「愛と死をみつめて」主題歌              |
| 1964年 | 瀬戸のうず潮         | 映画「うず潮」挿入歌                        |
| 1964年 | うどんの唄           | 映画「うず潮」挿入歌                        |
| 1965年 | 若草物語             | 映画「若草物語」主題歌                      |
| 1965年 | 明日は咲こう花咲こう | 映画「明日は咲こう花咲こう」主題歌          |
| 1965年 | 未成年               | 映画「未成年 続・キューポラのある街」主題歌 |
| 1966年 | 春の乙女             | 映画「四つの恋の物語」主題歌                |
| 1966年 | 哀愁のアムステルダム | 映画「風車のある街」主題歌                  |
| 1966年 | 風車のある街         | 映画「風車のある街」主題歌                  |
| 1966年 | 勇気あるもの         | 映画「青春の海」主題歌                      |
| 1967年 | みんなで行こう       | 映画「恋のハイウェイ」主題歌                |
| 1967年 | 恋人たち             | 映画「花の恋人たち」主題歌                  |
| 1967年 | ひとりの時も         | 映画「協奏曲」主題歌                        |
| 1967年 | 娘たちはいま         | TBS系ドラマ「娘たちはいま」主題歌           |
| 1968年 | 鏡の中の私           | 映画「青春の風」主題歌                      |
| 1984年 | 夢さぐり－天国の駅   | 映画「天国の駅 HEAVEN STATION」主題歌       |
| 1986年 | キャバレーフラミンゴ | 映画「玄海つれづれ節」主題歌                |
| 1995年 | しあわせは少し遠くに | 三井ホーム・CMソング                        |

## NHK紅白歌合戦出場歴（歌手として）
| 年度/放送回               | 回 | 曲目         | 出演順 | 対戦相手 | 備考 |
| ------------------------- | -- | ------------ | ------ | -------- | ---- |
| 1962年（昭和37年）/第13回 | 初 | 寒い朝       | 12/25  | 坂本九   |      |
| 1963年（昭和38年）/第14回 | 2  | 伊豆の踊子   | 11/25  | 北原謙二 |      |
| 1964年（昭和39年）/第15回 | 3  | 瀬戸のうず潮 | 23/25  | 橋幸夫   |      |
| 1965年（昭和40年）/第16回 | 4  | 天満橋から   | 15/25  | 森繁久彌 |      |
| 1966年（昭和41年）/第17回 | 5  | 勇気あるもの | 15/25  | 加山雄三 |      |

- 第14回、第16回、第17回は吉永の歌の映像が現存する（第16回はカラー映像）。
- 第13回、第15回は吉永の歌のラジオ中継の音声が現存する。

（注意点）
- 対戦相手の歌手名の( )内の数字はその歌手との対戦回数、備考のトリ等の次にある( )はトリ等を務めた回数を表す。
- 曲名の後の（○回目）は紅白で披露された回数を表す。
- 出演順は「（出演順）／（出場者数）」で表す。

## 朗読CD
- 第二楽章（1997年） - 広島の原爆詩を朗読
- 第二楽章・長崎から（1999年）
- 第二楽章・沖縄から「ウミガメと少年」（2006年） - 野坂昭如の戦争童話集を朗読
  - 『第二楽章 : ヒロシマの風』（男鹿和雄画、角川文庫、2000年）
  - 『第二楽章長崎から : 画文集』（男鹿和雄画、講談社、2000年）がある
- 第二楽章・福島への思い（2015年）

## 関連文献

### 著書
- 『こころの日記』（講談社、1969年）
- 『夢一途』（主婦と生活社、1988年 / 集英社文庫、1993年）※自伝 
新版「人間の記録122」（日本図書センター、2000年）
- 『吉永小百合 街ものがたり』（講談社、1999年 / 講談社+α文庫、2003年）
- 『旅に夢みる』（講談社、2003年）※紀行エッセイ
- 『SAYURI 吉永小百合アルバム』（マガジンハウス、2004年）
- 『夢の続き』（世界文化社、2007年 / 集英社文庫、2012年）

### 共著
- 小川誠子、岡本綾子と『酒談　おんなたちの明日』（扶桑社、1995年）
- 『憲法を変えて戦争に行こう - という世の中にしないための18人の発言』（岩波ブックレット：岩波書店 2005年、ISBN 4000093576）

共著者は井筒和幸・井上ひさし・香山リカ・姜尚中・木村裕一・黒柳徹子・猿谷要・品川正治・辛酸なめ子・田島征三・中村哲・半藤一利・ピーコ・松本侑子・美輪明宏・渡辺えり子
多くが九条の会に賛同。
- 早川敦子『吉永小百合、オックスフォード大学で原爆詩を読む』（集英社新書、2012年）
- 岸惠子との対談『歩いて行く二人』（世界文化社、2014年）
- 『私が愛した映画たち』（集英社新書、2018年）、立花珠樹（映画記者）取材・構成

### 編集
- 『ヒロシマの風 伝えたい、原爆のこと』（角川つばさ文庫、2014年）
- 『ナガサキの命 伝えたい、原爆のこと』（角川つばさ文庫、2015年）
- 『吉永小百合の祈り』（NHKアーカイブス制作班共編、新日本出版社、2015年）

### 写真集（21世紀刊）
- 『SAYURI 吉永小百合アルバム』（マガジンハウス、2004年） - 和田誠編
- 『吉永小百合プロマイド写真集 永遠の輝き』（講談社、2012年） - 自選のマルベル堂モノクロ写真集
- 『吉永小百合　青春時代写真集』日活編（文藝春秋、2024年） - 自ら監修

### 伝記ほか
- 関川夏央『昭和が明るかった頃』（文藝春秋、2002年 のち文春文庫） - 日活時代が詳しい
- 片岡義男『吉永小百合の映画』（東京書籍、2004年）
- 大下英治『映画女優 吉永小百合』（朝日新聞出版、2015年／祥伝社文庫、2021年）
- 築山卓観『吉永小百合 私の生き方』（講談社、2020年） - 著者はNHKディレクター、長期取材